# マーベル・シネマティック・ユニバースの設定・用語一覧
マーベル・シネマティック・ユニバースの設定・用語一覧（マーベル・シネマティック・ユニバースのせってい・ようごいちらん）は、映画シリーズ『マーベル・シネマティック・ユニバース』のマーベル・スタジオ製作による映画本編及び、ビデオ短編映画シリーズ・Disney+独占配信作品に登場する他の一覧に上がっていない設定・用語の一覧である。

## 世界関連
神聖時間軸（Sacred Timeline）
これまでの『MCU』作品の物語の歴史/時間の流れそのものである1本の時間軸。大昔に勃発した複数の宇宙（“多元宇宙”）間による大戦争の際に、“在り続ける者”と呼ばれる31世記の科学者が“アライオス”の力を利用することで現在の時間軸を切り離して確立。これにより、時間軸の安定化を実現させた。
しかしこの時間軸は完全に平衡を保たれたものではなく、“分岐”することで多元宇宙間による再度の衝突を招きかねない恐れも有している。そのことから、在り続ける者によって創設された“TVA”が時間の流れを管理・維持し、その裏で在り続ける者が長年定めてきたシナリオに沿う形で無数の歴史が築かれると共に、多元宇宙間による再度の衝突を回避してきた。
だが、TVAの真実を知ったシルヴィの手で、在り続ける者が刺殺されたことにより、時間軸の分岐が無数に発生してしまう。
ユグドラシル（Yggdrasill）
宇宙の地球やアスガルドをはじめとする九つの世界/惑星を内包・繋ぐ大木のような形を成す、巨大な星雲のような“世界樹”。この世界樹に内包された九つの世界/惑星は、アスガルドの“ヘミンビョルグ”やソーの“ストームブレイカー”で発生させられる虹の橋“ビフレスト”及び、一部のアスガルド人が行使する“暗黒の魔法”で往来することが可能である。
ザ・ブリップ（The Blip）
2018年に発生した全宇宙の生命の半数の消滅から、2023年における復活までの5年の期間を表す呼び名。その由来は「一時的な現象」を意味する英単語”Blip”である。アベンジャーズをはじめとするヒーローたちとサノスの群勢の最終決戦後、地球に住む人々によって前述の5年の期間にこの呼び名が付けられ、用いられるようになる。
この期間に地球のアメリカでは、（描写された限りでは）ニューヨークやサンフランシスコのように全宇宙の生命の半数の消滅から5年経っても半ばゴーストタウンの様相を呈していた都市もあったものの、消滅を免れた国外の人たちを難民として招き入れ、復興に務めていた。しかし、消滅から一斉に復活した人々が今度は政府から支援されるようになったことで、5年間存在し続けていた人たちが手助けされなくなり、独自で難民キャンプを構える事例が多発するという国際問題が発生している。
絶対点（Absolute Point）
エンシェント・ワン曰く「その時間軸で覆すことのできない事象」。ある人物にとってやり直したい・なかったことにしたい出来事がこの概念に当てはまる場合、例え過去へのタイムトラベルで何度繰り返し干渉しても、任意の出来事を変えることは極めて困難で、非常に甚大な力をもってすればこの事象を無理矢理覆すことも不可能ではないが、もしこの事象を無理矢理覆すと、その宇宙ではタイムパラドックスが発生し、世界やそこに存在するものが墨と化すように溶けて崩壊する結果を招いてしまう。
“アース91233”では、スティーヴン・ストレンジ/ドクター・ストレンジが“ソーサラー・スプリーム”となるきっかけとなったクリスティーン・パーマーの事故死がこの事象であり、彼女の復活を望んでいたストレンジは、幾度となくタイムトラベルを敢行してクリスティーンの事故死を回避しようとしたが、その度にさまざまな形で失敗してしまい、やがて数世紀かけて途方もない魔力を得て“ドクター・ストレンジ・スプリーム”へ変貌すると、その力でクリスティーンを復活させてみせた。だが、エンシェント・ワンが警告した通りに世界が崩壊し、ストレンジ以外の存在は消滅。ストレンジは赤い三角形が重なった結晶体のような空間に閉じ込められる。

### 現象・伝承
惑星直列（Convergence）
5000年に一度発生する、ユグドラシルに内包された九つの世界が一直線に直列する現象。この影響で世界間の境界が不明瞭になり、発生した世界の境目を通過することで、ビフレストや暗黒の魔法を行使せずとも別世界への往来が可能となった。単一の世界に発生する境目は決して一つだけでなく、不規則に複数の境目が様々な場所で発生する。これに加え、地球のグリニッジでは九つの世界の境目が同時に発生するようにもなる。
5000年前には、マレキス率いる“ダーク・エルフ”がこの現象と“エーテル/リアリティ・ストーン”を利用して、この世を闇に包もうとした。
地球暦2013年時に発生した際には、これに乗じた“マローダーズ”をはじめとするエイリアン種族が各世界を侵略しようと暴動を起こし、ダーク・エルフらもエーテルを取り戻して5000年前に成し遂げられなかった野望を達成するために眠りから覚め、アスガルドを攻撃し、グリニッジにも侵攻する。
ラグナロク（Ragnarök）
アスガルドがスルトの炎により焼き尽くされ滅ぶという、予言めいた言い伝え。北欧神話の世界においては、神が悪魔と戦い相打ちになって世界が滅び、新たな世代の神の時代が始まるという“終末の日”・または“神々の黄昏”と呼ばれている。
2017年時に、スルトやオーディンはこの言い伝えが既に始まっていると断言し、予知夢を見ていたソーも用心していたが、この時点でその予兆は見られなかった。しかし、アスガルドから得た力で全宇宙征服を成し遂げようとするヘラを倒すために、ソーは皮肉にもこの言い伝えを実行させることを決意。ヘラを打倒したことと引き換えに、スルトによってアスガルドが滅びる予言は成就する結果となる。
“TVA”本部の書庫に納められていた資料には、“ラグナロク（災害レベル7）”・“惑星の完全消失”・“変異エネルギーは非検出”・“死者9719名”など、アスガルド滅亡の詳細が記録されている。
量子のもつれ（Quantum Entanglement）
“量子世界”と現実世界が繋がり合う現象。スコット・ラング/アントマンは、ダレン・クロス/イエロージャケット打倒時に、量子世界に突入したことから量子世界内のジャネット・ヴァン・ダインとリンクし、若い頃の彼女になったような夢を見たり、一時的にジャネットの意識が身体に宿るといった事象が起こる。
デシメーション（Decimation）
2018年にサノスによって引き起こされた、“全宇宙に存在する生命の半数が無作為に消滅する”大災害。具体的には、“インフィニティ・ストーン”を6つ入手した者が片手の指をスナップさせることで、6つのストーンの力が最大限に解放され、全宇宙の生命体の半数が一斉に塵となって消滅してしまう現象を指す。
サノスがスナップした直後、ストーンのエネルギーが地球を中心に全宇宙へ放出され、宇宙中の生命体の半数が瞬く間に塵と化して消滅していき、これに伴って地球では交通事故や航空事故などの二次災害が多発。ナターシャ・ロマノフ/ブラック・ウィドウによると各国政府は崩壊してしまったという。
2023年に勃発したアベンジャーズ及び彼らと所縁ある戦士たちとサノスの群勢による最終決戦において、トニー・スターク/アイアンマンも6つのストーンを手にしてスナップを敢行し、サノスとサノスの群勢のみを消滅させる。
タイムトラベル（Time Travel）
アベンジャーズによる後述の“タイム泥棒作戦”の際には、量子力学を応用して過去の時代への移動が試みられた。これは量子世界を通り道とし、“ピム粒子”と“量子トンネル”によってトラベルを試みる者を目的の時代へと移動させるものである。ただし、トラベルを試みる者が量子世界の通過に必要な情報やツールが不充分な状態でトラベルを繰り返すと、その人物はEPRパラドックスにより幼児化や老化する事態を招いてしまう。これを突き止めたトニーが“タイムスペースGPS”を開発してタイム泥棒に投入したことで、作戦に参加したヒーローたちは、トラベルによる身体の異変を起こすことなく過去への移動と現代への帰還に成功した。
TVAでは、組織の職員が“タイムパッド”で展開する“タイムドア”を通過することによって、あらゆる時間への移動を易々と行っている。
タイムパラドックス（Time Paradox）
ブルース・バナー/ハルクは、タイムトラベルを題材とする有名な映画各種のように、例えばトラベルした過去でサノスを殺害したとしても、2023年のデシメーションの影響で混乱した世界が元通りにはなることは無いと説明した。これは何か事件のあった「A」という未来からタイムトラベルで過去に介入し、「A」の過去を改変して事件を無くしたとしても、改変された時点でその過去世界は事件が無かった「B」という未来につながる並行世界が生まれるだけとなってしまい、事件があった未来の「A」には影響を及ぼさない、というものである。
タイム泥棒でアベンジャーズたちの下から逃亡した2012年時のロキがTVAに逮捕された際に、過去を改変しても未来に影響を及ぼさない理由は、TVA職員による“リセットチャージ”の使用で神聖時間軸の分岐をリセットしているためであることが描写される。
シットコム（Sitcom）
ウエストビューで暮らし始めたワンダとヴィジョン（カオス・マジック）の生活を、『ワンダヴィジョン』というタイトルでテレビドラマのように外部へ放送している現象。
ウエストビューからCMBRが放出されており、このことに気付いたダーシー・ルイスの提案で、アンテナ受信式のアナログテレビ等でウエストビュー外部の人間も視聴出来るようにした
1960年代から始まり、70年代、80年代と少しずつ時代背景が新しくなり、それに合わせて画像も白黒からカラーへ、更には画面の縦横比も変化していく。
状況により作りが変わる家屋や明らかに書き割りで出来た背景、更にはBGMや観客の笑い声といった演出も挿入されるが、一部を除いて住人の多くは違和感を覚えていない。
但し、全ての状況が放送される訳ではなく、物語が破綻し掛けるとワンダの時間操作により、不自然な笑い声と音楽を足されて、そのシーンが無理やり終わらせたり、カメラアングルの変更や不自然なカット等を用いて状況を隠そうとする“検閲”が入る。
その時代背景等のイメージは、ソコヴィアにいた頃のワンダが、英語の学習のために家族で鑑賞していたアメリカのシットコムが元になっている模様である。
ヘックス（Hex）
カオス・マジックによってウエストビューを取り巻いた領域の名称で、命名はダーシー。上空から見ると六角形に囲われている事から付けられた。
不可視のエネルギーフィールドで、人や物体が触れると内部に引き込む。取り込まれたものは外部にいる者には突如消失したように見える。
エネルギーフィールドを通過して内側に入ったものは現実改変により外にいた頃とは形状から用途まで変わってしまい、人物などは記憶まで書き換えられてしまう。また、特に大きな影響があった場合は赤く光る事があり、これはワンダが超能力を使う時と共通している。
内部の違和感に気付いたヴィジョン（カオス・マジック）が外部へ出ようとした結果、危険を察知したワンダが領域を拡大。S.W.O.R.D.の臨時基地や周辺地域ごと飲み込んでしまい、エネルギーフィールド自体の密度もより厚さを増幅した。
後にヴィジョンの喪失により深い悲しみに包まれたワンダが、その力を半ば暴発させる形で作り出したことが発覚した。
だがワンダは、モニカ・ランボーの説得やアガサ・ハークネスとの戦いで自身の力が人々を苦しめている事実に直面したことで改心し、最終的にこの領域を消滅させる。
現実改変
ヘックスに覆われたウエストビューで発生した超常現象。ヘックスが展開されたウエストビューに入り込んだ物体や人物はシットコムの背景として想定される年代に合わせて作り変えられてしまう。
変化後となる形状の基準はシットコムの背景年代と思われ、想定される時代が変化すれば、影響下にあるものもまた形を変える。
元々ウエストビューにあったものは勿論、外部から持ち込まれたものも想定される年代に相応しい形に作り変えられる上、その変化は不可逆のものである。一方で改変された物体の中でも、ワンダの周囲に存在するものは、その維持に彼女の心理状態が大きく影響され、ワンダの妊娠・出産時や錯乱時には自宅の家具や壁紙・食料品などが変化したり、激しく動き回ったり、コウノトリの壁画が実体ある生き物となった。
しかし幻覚ではないが完全な置換でもなく、例としてヘックスの外に追い出された時にモニカが着ていた服は取り込まれる直前に着ていたS.W.O.R.D.の防弾ベストと同じ素材になっていた。
人物については衣装だけでなく精神も操作されて洗脳状態となるため、調査のために立ち入ったモニカは自分の素性すら完全に忘れてしまった。一方で完全な改変には至らないのか、モニカはピエトロの話をしたワンダに、半ば無意識的にウルトロンの名前を出してしまった。
放送されている“シットコム”の年代に合わせた物体であれば改変されないと考えたモニカは、一度放送の年代と同時期のドローンを飛ばし、改変を回避している。
また、改変された人物については、緊急事態に適さない挙動をとる者や突然発生した不可解な状況を強引に終わらせる者も稀に見受けられ、生活感を感じ取れるくらいに行動できる者のみならず、ヘックスの境界周辺に散在している者はモブキャラクターのように機械的に動いたり背景の一部として静止していることから、ワンダ自身もこの現象の全てを制御・把握しきれていないことが示唆されている。更に改変された者たちは、本心では耐え難い苦痛に苛まれており、洗脳が解けかけた彼らはヴィジョン（カオス・マジック）やワンダへこのことを一心不乱に訴えている。
最終的にワンダがヘックスを消滅させたことによって、改変されたウエストビュー全域の物体や人物は元の形状や役割に戻る。
分岐イベント（Nexus）
神聖時間軸を不安定にして、“枝分かれ”するように分岐させる出来事。“変異体”と呼ばれることになる存在が、在り続ける者に定められたシナリオに沿わない事態を起こすことを指す。イベントの概要は、「（変異体と呼ばれる存在が）職場に遅刻する」といった日常的で些細なミスを直接起こすことや、「本来は男性として生まれるはずの人物が女性になって生まれる」・「人間として生まれるはずが他の生物として生まれる」などの変異体が意図せずに関与してしまった常軌を逸する出来事まで多種に渡る。
分岐した“枝”（時間軸）が限界点である“レッドライン”を越えるまで成長すると、イベントそのものをリセットすることができなくなり、神聖時間軸が破壊され、前述のとおり多元宇宙間による再度の衝突を引き起こしてしまう。
分岐を食い止めるには、変異体によってイベントが発生する直前の時間に戻って対処すれば容易と思われがちだが、一度イベントが発生すると時間の流れが不安定になるためイベントの直前には戻れず、分岐した枝が常に成長していることもあって、“実時間”にこないとそのイベントが発生しないと言われている。
また、79年のヴェスヴィオ噴火や前述のラグナロクのような絶滅レベルの大災害の渦中では、「分岐する前に破壊される」ため、どんなことをしても神聖時間軸に影響を与えるイベントは発生しない。このことからシルヴィは、TVAの目を逃れるために歴史上の様々な大災害に身を隠しながら長年逃げ回っていた。

### 条約・制度
ソコヴィア協定（Sokovia Accords）
超人たちやヴィランによる活動と戦闘で、世界各地に多大な被害が被られ続けたことを受けて、2016年に国連委員会が提唱した協定書。その概要は、アベンジャーズに属するヒーローたちをはじめとする世界中の超人たちや、認可外の技術・物品を所持する者たちを国連委員会の管理下に置き、国連委員会が認めた時にのみその活動を許可するというもので、上述の事項に該当する者が協定への署名を拒否した場合、超常的な力や技術を用いての活動を一切禁止され、その立場のまま活動すると違反者として識別されてしまうことになる。また、署名した者でも独断で活動することは許されず、署名を拒否した者への接触・加担を行った人物も、同様に違反者として扱われる。
全世界の中から117の国家が賛同して樹立され、ウィーンの会場で署名式が執り行われたが、その最中にヘルムート・ジモの陰謀で爆破テロが起き、会場にいた70人が負傷してティ・チャカを含む12人が死亡した。
そしてその後、協定への署名を拒んだスティーブ・ロジャース/キャプテン・アメリカと彼に協力したヒーローたちは、爆破テロの嫌疑がかかったバッキー・バーンズ/ウィンター・ソルジャーへの捜査妨害と勃発した“アベンジャーズの内乱”で多大な被害を出したことで違反者と見なされて、追われる身となった。加えて、署名したにもかかわらずティ・チャラ/ブラックパンサーを足止めしてスティーブたちを一度逃がしたナターシャも違反者となり、失踪を余儀無くされた。
スティーブに協力したヒーローの一人であるスコットはこの協定の第16条3項に違反したとして、ラフト刑務所に一時収監された後に国土保安省やドイツ政府と取引し、帰国を許可された代わりに、FBIから2年の自宅軟禁と3年の保護観察を言い渡されていた。また、スコット同様に協定を受け入れたクリントもサノスによるデシメーション発動の時点では自宅軟禁中であった。
このことで公になった“アントマン・スーツ”とピム粒子をスコットに与えたハンク・ピムとホープ・ヴァン・ダイン/ワスプのピム父娘も政府に彼の仲間と認識されて追われる身となり、潜伏活動を余儀なくされている。
トニー・スターク/アイアンマンが亡くなった後に起きた“マキシモフ事変”の際にはS.W.O.R.D.の暫定長官のタイラー・ヘイワードが後述の“白目作戦”を裏で進めていたが、これは「超人の遺体を兵器として利用することを禁ずる」と記されている36節のBに違反するため、ヘイワードはワンダがヴィジョンの遺体を強奪したと部下たちに見せかけ、彼女を始末してこの事実を隠蔽しようとした。だが、これはジミー・ウーによって外部の同業者たちへ明かされ、ヘイワードはFBIに逮捕されることとなる。
明確な時期については明かされていないが、その後原告側としてジェニファー・ウォルターズ/シー・ハルク、被告側としてマット・マードック/デアデビルが弁護人として関わることになった民事訴訟にてマードックから、この協定が廃止されていることが語られた。デシメーション直後やその後の5年間では、世界各国の政府が崩壊し弱体化状態となった為、違反者であるスティーブとナターシャは通常の生活を送っていた為、5年の間は協定が全く機能していなかったと思われる。
セプテンバー資金奨学金（September Foundation）
ペッパー・ポッツが代表となって設けられた、MITの研究生たちへの奨学金制度。
2016年にトニーがピーター・パーカー/スパイダーマンをスカウトする際、本制度の話という名目でパーカー家を訪ねている。

### 行事
スターク・エキスポ（Stark Expo）
“世界と人類の未来のための新たな技術開発”の万博。世界中の企業のCEOや優秀な技術者たちが集い、協力して、会場内に数多くのイベントやパビリオンを運営し、研究成果や発明品を公開する。
初回は、1954年にハワード・スタークによってニューヨークのフラッシング・メドウズ・コロナ・パークで開催され、以後1964年、1974年と10年置きに催されてきたが、それ以降は20世紀末まで開かれなかった。しかし2010年の現代にトニーによって数十年ぶりに開催されることになった。
開会セレモニーでトニーはアイアンマン・アーマー マーク4を装着して、高度4500メートルの上空を飛ぶ航空機から、アイアンマンのイメージのコスチューム姿をしたチアリーダーたちと大観衆が集まり、BGMとしてAC/DCの『Shoot to Thrill』が流れる舞台へ一直線に急降下・着地して現る派手なパフォーマンスを披露し、マーク4を脱いで開会宣言し、亡き父ハワードのメッセージ映像を披露した。本年度のエキスポは1年間開かれ、“オラクル社”、“アキュテック”、“コードコー”、“スターク・フジカワ”などの企業が参加した。
モナコグランプリ（Monaco Grand Prix）
モナコで行われる、F1世界選手権レース。2010年にはスターク社やハマー・インダストリーズが当レースのスポンサーであるため、トニーたちやジャスティン・ハマーも現地入りしたが、トニーは正規のレーサーの1人を押し退け、自らレースに参加してしまう。
万国博覧会（World Exposition of Tomorrow）
戦時中の1942年にニューヨークのフラッシング・メドウズ・コロナ・パークで開催された、当時の最先端の技術博覧会。会場内にはパビリオンだけではなく、新兵採用センターも置かれていた。スターク社のパビリオンでは、ハワードが重力転換技術を応用したホバーカーを披露した。
ここでスティーブは、バッキーと一時の別れの挨拶を交わし、恩師となるエイブラハム・アースキンと出会う。
国債活動
スーパーソルジャー計画で強化されたにもかかわらず、戦地への出向を許可されなかったスティーブが、ブラントの依頼でUSOに参加して数ヶ月間行った、アメリカの戦争遂行財源を確保するためのプロパガンダ。主な活動内容は、歌うチアリーダーたちをバックに、タイツ姿で売り込むアメリカ国債購入キャンペーンショーや、プロパガンダ映画出演、コミックとコレクターズカード制作など。
スティーブはこの活動に明け暮れて精を出し、バッファロー、ミルウォーキー、フィラデルフィア、シカゴ、ニューヨークといったアメリカの各主要都市のキャンペーンツアーにまで参加した。その結果、子どもを中心に“キャプテン・アメリカ”として広く知られるようになり、人気を集め、任意の投資として総額1850億ドルもの軍事交際を販売させることに成功する。
スティーブがSSRに復帰すると中止された。
王位継承の儀式
“ワカンダ”で新国王就任の資格を持つ者が、その王位へ即位するために挑む伝統的な儀式。その儀式は“ウォーリアー・フォールズ”での決闘と、共同墓地での神秘のハーブの飲用の2段階となっている。
闇オークション
2024年のクリスマスの6日前にパーク・アベニュー68丁目のホテルのワインセラーで催されたイベント。そこではトリケラトプスの頭骨のほか、何らかの理由でアベンジャーズ・コンパウンド跡地から出土したとされるローニンの刀剣とスーツが出品され、他にもローラ・バートンの腕時計などが出品予定だった。これに出席したジャック・デュケインやアーマンド・デュケイン3世がローニンの刀剣を巡って競い、ローニンのスーツが提示された直後にトラックスーツ・マフィアの襲撃で中断される。
アスガルドの行事
アスガルドでは、本国の王位を継承させる“戴冠式”や、アスガルド式の“葬儀”、ロキとダーク・エルフの戦いの出来事を題材にした“アスガルドのロキの悲劇”などが行われている。

葬儀（ラヴェジャーズ）
後述のラヴェジャーズでは、“生命を失った者の亡骸を火葬で炭素分解し、光の塵に変えて宇宙空間に放出させ、参列した部隊の船から“Colors”と呼ばれる花火のような光を放ってその塵を照らし、自由のホルンを鳴らす”という形式での葬儀を執り行う。
2014年にラヴェジャーズの一部隊の長であるヨンドゥ・ウドンタが命を落とした際にこの葬儀がしめやかに行われ、銀河の各地から駆けつけたラヴェジャーズ全隊と“ガーディアンズ・オブ・ギャラクシー”が参列した。

### 貨幣
ユニット（Unit）
MCU世界の銀河宇宙の各惑星で幅広く流通している通貨単位。MCU各作品に登場したのはそれほど多くないため、この貨幣の種類や、貨幣そのものを地球の現代貨幣各種に換算するとどれ程の相当額となるのか、惑星ごとによる使用の可否などの詳細情報は描写されていないが、現在のところ、ヨンドゥがピーター・クイル/スター・ロードを生け捕りにするための懸賞金として4万ユニットを彼の首にかける、タニリーア・ティヴァン/コレクターがガーディアンズへ“オーブ/パワー・ストーン”の査定金額を40億ユニットと提示する、グランドマスターがソーを買い取る金額として“1000万ユニット”を支払う、などの場面がある。
なお、地球では現実世界の地球と同様にドルなどの貨幣や決済方法が描写されている。

## 種族

### 九つの世界の種族
九つの世界の種族の多くは、北欧神話に登場する種族のモデルである。
地球人
地球の住民であるヒューマノイド型種族で、MCU各作品の登場人物の大半がこれにあたる。アスガルド人からは“ミッドガルド人（Midgardians）”、銀河の住人の多くからは“テラ星人（Terrans）”と呼称される。全体的に見て卓越したパワーを持つ種族ではないが、近年では一部の人物たちが地球の最先端技術などを駆使して、善悪問わず様々な“超人”となり、活動をはじめている。
超人兵士（Super Soldier）
“超人血清”を投与して、肉体を強化した者たちの総称。血清の効果により、常人を大きく上回るほどの身体能力各種や負傷からの治癒力を発揮できるようになるほどの強化された肉体を誇り、現在のところヒーローからヴィランまで、この肩書きに該当するキャラクターが多数『MCU』各作品に登場している。
エクストリミス・ソルジャー（Extremis Soldiers）
エクストリミスを身体に投与し、その適応者が変貌した強化人間。欠損した身体の超速再生などの驚異的な回復能力各種と、恐るべき怪力を発揮するなど常人を遥かに上回る身体能力と、高熱すらも発し操る能力を持つ。
アバター（Avatar）
エジプトの神々が現世に介入するための依代としての契約を交わした人間。依代となった人物は、身体に神の意識が宿り、身体と声を操られると共に、神から超常的能力を授かって、それを行使することが可能となる。現世に存在する人間への働きかけを主な役割とし、後述の“エネアド”に属する神の依代はギザの大ピラミッド内での会合にも出席する。また依代となった人物は、契約を交わした神の身に何かしらの事態が発生すると、超常的な力を失って元の人間に戻ってしまう。
現代においても、マーク・スペクター/ムーンナイトのようなエジプトの神と契約を交わした人間が世界各地に点在しており、アーサー・ハロウのアメミット復活阻止を目論むコンスの召集が行われた際には、オシリス、ハトホル、ホルス、イシス、テフヌトの5名のエネアドに属する神の依代が会合に出席して、アメミット復活に関する審問やコンスの封印に動いたが、その後ハロウによってアメミットが解放されかけている事態を察し、再集結したがハロウに全滅させられてしまった。また、この裏でハロウの阻止に独自で動いていたレイラ・エル＝フーリーも、タウエレトと一時的という条件付きで契約を交わしている。
アスガルド人（Asgardians）
“アース神族”のモデルにして、アスガルドの住民であるヒューマノイド種族。容姿は地球人と全く同等だが、九つの世界や全宇宙の種族の中でも非常に長寿で、宇宙空間に出ても呼吸ができるなどの驚異的な身体能力とプライドを持ち合わせており、戦士に属する者はそれが顕著である。彼らはアスガルドこそ九つの世界の頂点であり、他の世界を守護する使命があるという考えも持つ。食事では、飲み物をおかわりする際に先に持っていたほうの器を割る習慣がある。また、長髪が兵士の象徴と認知されている。
オーディン曰く、「アスガルドで“希望のかがり火”として夜空に輝き続ける種族」。
地球暦2017年には、復活したヘラがアスガルドに侵攻したことによって、多数の民がヘイムダルに守られながら逃亡を続け、追い詰められたこともあったが、ヘイムダルや惑星“サカール”から駆けつけたソーたちによって救われて“ステイツマン”に乗船し、母国の最期を見届ける。
それからはソーの決定により、皆で地球を目指すも、航行中に襲撃してきたサノスらによって、ステイツマンに乗船していた者の多数は壊滅的な被害にあった。だがこの直前にソーによって、ブリュンヒルデ/ヴァルキリーをはじめとする半数の者が船外へと逃がされ、九死に一生を得た彼らは、具体的な経緯は不明だが、2023年時に地球のノルウェーの海岸に築いた“ニューアスガルド”で暮らすようになる。
死の兵士 / デッド・ガーズ / ブッチャーズ
太古の時代にヘラに仕え、王宮の武器庫の最下層部に安置されていた軍隊のミイラに、永遠なる炎を与えて復活させたゾンビ兵群。両目が緑色に光り、身に纏っている鎧兜も若干緑がかっている。ヘラに忠実に従うものの各々の自我は無く、言語を発しない代わりに上げる唸り声や、大群で野生的に襲いかかる戦法をとるなど獣のような挙動だが、元がアスガルド人の軍隊であったためか、2〜3体程度でもヘイムダルとある程度拮抗できるほどの戦闘力を有している。
ヘラによって復活させられると、彼女の手下としてアスガルドの民たちを追い続けて窮地に陥れるが、ソーたちや改心したスカージの奮戦で全て粉砕される。
ヴァナー（Vanir）
“ヴァン神族”のモデルであり、“ヴァナヘイム”の住民であるヒューマノイド型種族で、外見は地球の東洋人に酷似した農民のようだが、アスガルド人と同様非常に長寿な種族である。
2013年の惑星直列の際に、故郷でマローダーズの襲撃を受けるも、ソーをはじめとするアスガルドの戦士の活躍で救われる。
氷の巨人 / ヨトゥン（Frost Giants / Jotunn）
“霜の巨人”のモデルである、“ヨトゥンヘイム”に住む巨人族。薄青く飢餓状態に見え、翡翠色の装飾物を身に付けた体表と不気味な赤い両目、個体ごとに異なる顔面のうねり模様が特徴で、極寒地に適応した体質を持つ凶暴で好戦的な種族である。触れたもの全てを凍てつかせる特殊能力を有し、この力を活かして相手に凍傷を負わせたり、手の中で武器の形をした氷を作り上げたり、自身の腕を氷柱状に凍らせて攻めたてる戦法をとる。
965年にノルウェーのトンスベルグへ大群で現れ、猛威を振るうが、アスガルド軍との戦闘の末に敗北し、小箱を奪われて、アスガルドとは協定を結び、長年休戦状態となった。
だが2010年、ロキの手引きにより、協定を破ってアスガルドの王宮の武器庫へ小箱を狙って侵入し、戴冠式中止のきっかけを生み、ソーたちと大乱闘を繰り広げた。
後にロキの2度目の手引きにより、ラウフェイと数名の部下がアスガルドに再来するが、ヘイムダルやロキに一蹴され、ヨトゥンヘイムに残留していた者たちも、ロキによるヨトゥンヘイム攻撃で全滅寸前にまで追い込まれた。その後の動向の描写は皆無である。
ダーク・エルフ（Dark Elves）
“ダークエルフ”のモデルであり、“スヴァルトアールヴヘイム”に住むヒューマノイド型種族。顔立ちはアスガルド人や地球人などに近いが、青い瞳と白銀の毛髪、尖った両耳などの身体的特徴を持ち、光や空気などの自然物質が有毒であることから、生命維持用の装備を身に付けている。同族内では独特の言語で会話し、宇宙が誕生する前に闇から生まれた最も古い種族であるため、オーディンからは「原始族」と呼ばれているものの、高性能な武力を保有している。
かつては平穏で美しい世界に住む平和的な種族だったが、宇宙が誕生した時に光と新たな原子が大きく成長したことで、その存在を脅かされてしまい、それ以降種族の長であるマレキスの下、光を忌み嫌い、「劣った新世界」と呼ぶ この世を、闇で満たす野望を持つ。
5000年前にボー率いるアスガルド軍に敗れ、行方を晦まして眠りについたが、2013年にマレキスがエーテルの出現を感知して目覚め、アスガルドや地球のイギリスに侵攻し、著しい被害を与える。
また、採掘コロニー“ノーウェア”でタニリーア・ティヴァン/コレクターが営むコレクションルームのカプセルの1つにも、本種族の1体が収納されていた。
カース（Kurse）
ダーク・エルフの1体がカース・ストーンを握り潰すことで変貌する凶暴化状態。大岩を拳で真っ二つにして投げつけ、飛来したムジョルニアを叩き飛ばすほどの超怪力や、掴んだ相手をミイラ化させてしまう特殊能力を発揮する。5000年前には複数体いたが、カース・ストーンが残り1個しか存在していないことから現代ではマレキスの右腕であるアルグリムのみがこの姿となる。
炎の悪魔（Fire Demons）
“ムスペル”のモデルである、“ムスペルヘイム”に住むヒューマノイド型種族で、溶岩のような全身とオレンジ色に光る両目が外見的特徴。
具体的な詳細の描写は少ないが、2017年にムスペルヘイムの地底において大群でソーに襲いかかるものの、難なく返り討ちにされる。
このほかにも“ニダベリア”に住むエイトリが、“ドヴェルグ”のモデルである“ドワーフ（Dwarves）”の1人である。

### その他のエイリアン種族
エターナルズ（Eternals）
遥か太古、セレスティアルズによって生み出された不死・不老の異星種族。それぞれがコズミック・エネルギーを利用した超能力を持ち、容姿の変化や自己進化・成長を基本的にすることのない人造生命体として設計されている。
チタウリ（Chitauri）
外宇宙のヒューマノイド型種族で、指揮官のコマンダーと一般兵のソルジャーが登場する。昆虫や爬虫類のような顔立ちと親指が二重になった両手が特徴の有機生命体ではあるが、その実態は若い年齢で灰色の身体に異形の装甲とサイバネティックインプラントの動力となる反応炉を移植され、化学的な刺激薬による力と敏捷性強化、電子神経回路網によるサイバネティクス的補強まで施されたサイボーグである。集合意識を共有し、汚れや傷が目立つ仮面やヘルメットを装着し、強力な兵器で武装している。しかし、複数の処置が施されている割には地球製のハンドガンでダメージを受けたり、超人的な力を持たないヒーローのナターシャ・ロマノフ/ブラック・ウィドウやクリント・バートン/ホークアイとの接近戦でも敗れるなど、身体能力や戦闘能力はそれほど高くないようで、言語を話すこともできない。
2012年のニューヨーク上空に発生したワームホールから現れ、“チャリオット”に搭乗した群は空から、リヴァイアサンから降り立った群は地上からそれぞれニューヨーク市街を総攻撃し、迎え撃つアベンジャーズを圧倒的な数と兵力で疲弊させていくが、トニーに母艦を破壊されたことで全て機能停止する。
また、ノーウェアのコレクターのコレクションルームのカプセルの1つにも、本種族の1体が収納されていた。
2023年に勃発した最終決戦でも、サノスの配下として多数が登場し、ヒーローたちと大乱闘を繰り広げたが、最後にはトニーが敢行したスナップによって全て消滅する。
チタウリ・ソルジャー
チタウリの一般兵。青いアクセントが配色された装甲と丸いヘルメットを身につけている。
チタウリ・コマンダー
チタウリの指揮官。金色に配色されソルジャーよりも多い装甲と、異なる形状のヘルメットを身につけている。
クロナン人（Kronans）
惑星“リア”の民である、岩石の巨体が特徴のヒューマノイド型種族。言語を話せず唸り声を上げるのみの者から、コーグのように言語を流暢に話して他者と真っ当なコミュニケーションがとれる者まで存在する。
2013年のヴァナヘイムの戦闘では、マローダーズの大将的存在の個体が金棒で武装し、ソーと対峙するが、一撃で呆気なく粉砕され、マローダーズは一斉に降参する。
2014年時には、ベビー・グルートとロケットたちが宇宙船“クオドラント3”でエゴの星へ向かうために行った連続“ジャンプ”の最中に通過したリアで、戦闘している個体が確認できる。
クリロリア人（Krylorians）
ピンク色の肌を持つヒューマノイド型種族。肌の色以外の外見は地球人やアスガルド人と同等で、惑星“ザンダー”やノーウェアなど、銀河の至るところに住んでいる。
ザンダー星人（Xandarians）
ザンダーの民であるヒューマノイド型種族。地球人やアスガルド人によく似た外見だが、体内に青い血液が流れているなど、地球人たちと異なる身体・血液構造をしている。
クリー人（Kree）
銀河宇宙の列強帝国“クリー”の国民であるヒューマノイド型種族。“スプリーム・インテリジェンス”の指導の下、数多くの惑星を支配してクリー帝国を築き上げた。
サカール人（Sakaarians）
サカールに住む、ヒューマノイド型種族。地球人などと同等の外観をした者が多数を占める中、後述の“サカアラン兵”も少なからず存在する。サカールに住んでいる者の多くは、“バトルロイヤル”の観戦・応援などの享楽のことしか頭にない。そのため、バトルロイヤルのチャンピオンの大ファンでもあり、2017年時にはサカールの独裁者であるグランドマスターの呼びかけ一つで、チャンピオンだったハルクの身に何かあった際の探索にまで出かけ、ハルクの顔を模した応援棒やフラッグ、緑色の粉塵などを用いて活動する。
スクラッパーズ（Sakaaran Scrappers）
サカールのゴミ漁りである、ゴミ置場の住人。世間から見捨てられワームホールを通ってサカールに辿り着いた旅人たちの子孫であり、それぞれの一味や民族を示す銀河中の伝統衣装を組み合わせた衣服に身を包み、有り合わせの材料で作った即席の武器を装備している。捕まえた人物や生き物をグランドマスターに売りつけて報酬を得ており、捕まった者は食料か奴隷、若しくはグラディエーターのいずれかとなってしまう。
2017年にサカールに辿り着いたソーを捕らえようと襲いかかったが、同業者の一人であるヴァルキリーに蹴散らされ、捕縛したソーを横取りされた。後に革命を起こした元奴隷たちから逃げ延びたグランドマスターに唖然としている。
サカアラン兵（Sakaarans）
サカールの傭兵である昆虫型ヒューマノイド。雇い主は彼らに、食用及び卵を産み付けるための遺体を提供することで忠誠を誓わせられる。サカールのスクラッパーらが自分たちの巣を荒らすことを嫌って母星外へと移住した 輩であり、バイオエンジニアリングにより外骨格と融合した装甲で全身を覆っているが、意外と体つきはそれほど丈夫ではない。マスクの下の顔面はクリーチャーのように醜悪である。
クリー人に雇われることが多く、オーブの争奪戦時には基本的にコラスの命令で行動していたが、見せ場も無いままガーディアンズたちに倒されてばかりだった。
2023年に勃発した最終決戦でも、サノスの配下として多数が登場し、ヒーローたちと大乱闘を繰り広げたが、最後にはトニーが敢行したスナップによって全て消滅する。
アース21818においては、ロナンの部下だった頃のコラスや、ティヴァンの部下であるブラック・オーダーにも仕えている。
ソヴリン人（Sovereign）
惑星“ソヴリン”の民である、金髪と金色の肌及び瞳を持つヒューマノイド型種族。その創造主はハイ・エヴォリューショナリーであり、現在においては女王のアイーシャの指導の下、“バース・ポッド”によって「肉体的にも精神的にも完璧」な存在として生み出されている。面子を潰されることを極端に嫌い、そのような態度をとった相手には艦隊を差し向けて、どこまでも追い続けるなど非常にプライドが高い種族であり、合理的且つ全体主義を掲げているものの、一人の同族の戦いを大勢で応援しながら、失敗すると冷たく嘲ってしまうほど実質的には淡白な一面や、テイザーフェイスの名を耳にして大笑いするなど、多種族と特に変わり無い性質も持っている。
2014年時にアイーシャがピーター・クイル/スター・ロードやロケットから受けた言動を侮辱と見なし、アニュラックス電池を奪ったことでガーディアンズへの報復を決意して、一族総出で執拗に追い続けた。
天人 / セレスティアルズ（Celestials）
インフィニティ・ストーンの発生前、さらにはこの世の創造より以前に出現したとされる古代種族。僅かな例外を除いて随所が発光する鎧のような巨体と、サイコロの6の目のような顔面が特徴で、永遠の寿命と直に取り入れた超常的な力を有している。遥か宇宙の彼方に存在しており、彼らと直接交信できるのは、エターナルズのうち“プライム・エターナル”の称号を持つ者だけである。
太古の時代に、一族のリーダーであるアリシェムが何も無い暗黒の空間に現れ、その巨大な手の平からエネルギーをあふれさせたことでビッグバンが起こり、宇宙が誕生。続いて現れたアリシェムの同族らがそのエネルギーを使って大陽を作り、重力・熱・光をもたらし、新たな銀河と周辺の星に生命を生み出したという創造神話の中心でもあるが、『MCU』各作品で描写された限りの中で判明したことはまだ多いとは言えず、人類の理解の範疇を超えた存在である。
アリシェムは「宇宙を完全な闇にすることを防ぎ、全ての生命も死滅させないようにするためには、宿った惑星のエネルギーで太陽を造るセレスティアルズが必要不可欠で、10億年ごとに新たな同族が必要となる」と述懐しているが、その繁殖方法は、惑星にセレスティアルの分身でもある種子を植え込み、その惑星の増加した知的生命体の活動で発生した一定数を超えるコズミック・エネルギーを種子に摂取させて惑星を破裂させる形で“出現”させるというもので、これまでアリシェムは、幾多の惑星そのものとそこに暮らす知的生命体を生贄にして同族を繁殖させてきた。そして1つの星が破壊されることで新たな太陽/太陽系を生み出すという「破壊と再生」を行ってきた。
また、自身の存在の“拡張”を企んだエゴは、多数の惑星に植え込んだ種子を活性化させる莫大なエネルギーを得るために、多数の他種族に生ませた自身の子どもを取り込むという残酷な方法を長年に渡って行なっていた。
現代においては、エゴがクイルを利用しての“拡張”を実行し、アリシェムも7000年前から待ち望んでいたティアマットを地球から“出現”させることを目論んでいたが、いずれもガーディアンズ・オブ・ギャラクシーやエターナルズの活躍で、惑星が滅びるほどの事態には至らずに阻止されている。
ティアマット（Tiamut）
地球から“出現”した黄色いセレスティアル。7000年前にアリシェムが地球に植え込んだ種子が、地球人の活動で発生した膨大なコズミック・エネルギーを長年にわたって摂取したことで現代に出現する筈だったが、デシメーションによって全宇宙の生命が半分消滅したことで、それは遅れていた。だが、アベンジャーズの活躍で消えた生命が戻ったことで、2024年に“出現”の時が迫ろうとしていた。
地球を破裂させて完全に“出現”すれば、全長500km（約300マイル）のセレスティアルとして姿を現し、“出現”の5日前には世界規模の地震が発生し、“出現”数時間前にはソコトラ島で火山活動が活発化して、インド洋上にその巨大な頭部と左手の一部が立ち上がり始めたが、エターナルズのユニ・マインドのエネルギーを得たセルシの物質変換で巨大な白い大理石と化して絶命する。
なお、エターナルズがユニ・マインドを発動した際に、ティアマット自体のエネルギーも加わったとセルシは述懐しているが、ティアマット自らがエネルギーを与えたのか、ユニ・マインドの効果のみで吸引したのかは定かではない。
ゼホベレイ（Zehoberei）
かつて惑星“ゼホベリ”の民だった、緑色の肌を持つヒューマノイド型種族で、肌の色以外は、地球人やアスガルド人などと同等の外見をしている。これに属するガモーラの幼少期に、サノスらのゼホベリ侵攻によって、彼女を除く民の半数が絶滅した。
スクラル人（Skrulls）
蜥蜴のような風貌のヒューマノイド型種族。視認した他のヒューマノイド型種族の容姿を複製し、自らのものにして擬態できることが最大の特徴で、その能力で他の種族に溶け込むことを容易にしている。
トルファ人（Torfans）
トルファの原住民であるヒューマノイド型種族。頭部には毛髪が無く複数の突起が生えており、独自の言語で対話する。ローブを民族衣装として着用している。
1995年時には、スターフォースがトルファに降り立った時点でスクラル人がこの種族に擬態し、タロスも彼らはアキューザーズの爆撃により死亡したと言及したため、本物のトルファ人は2023年現在未登場。
コルビナイト人（Korbinites）
惑星“コルビン”の原住民であるヒューマノイド型種族。全身をサイボーグ化された大柄の戦士らは、大型のブラスターや小型のグレネードを装備しており、単身でもネビュラとある程度渡り合えるほどの実力を持つ。
2014年時にガモーラやネビュラと戦っており、複数の戦士が倒されている。
これらのほかに名称が明示されており、単体のキャラクターのみが登場している種族は、“フローラ・コロッサス（Flora colossus）”（グルート）、“ルフォモイド人（Luphomoids）”（ネビュラ）、“ケンタウリ人（Centaurians）”（ヨンドゥ）、“プルヴィアン人（Pluvians）”（マルティネックス）、“木星人（Jovians）”（チャーリー27）、“アルクトゥルス星人（Arcturans）”（アリータ・オゴルド）など。また、クイルのキルン刑務所での台詞の中のみで、彼を襲った“ラジャク星人（Rajaks）”や、「針状の歯と吸盤を持つ」と言われる“アスカヴァリア星人（A’askavariians）”という種族、宇宙の事象を観察する“ウォッチャー（Watchers）”も存在する。

### ター・ローの民族
“ター・ロー”の現地の古代村落に暮らす、地球の漢民族に酷似した仙人の種族。彼らは唐時代のものに似たローブなどに身を包み、四千年以上前からダーク・ゲートに封じられた魔物の群れの再度の侵略を阻止する使命と、“グレート・プロテクター”に由来する自然を操る力を与えられており、老若男女問わず日々武術の鍛錬や武具の製造に勤しんでいる。
地球暦2024年の清明節の頃に、侵攻してきたテン・リングスと大乱闘を繰り広げたが、魔物の群れが解放されたことを受けて彼らと共闘。シャン・チーたちの活躍で魔物の群れが撃破されると、今回の戦いで命を落とした者たちを偲んで生き残った者たちが、灯籠流しを行う。

### 古代エジプトの神
エジプト神話に伝わる神々。現時点で直接的にはコンスやタウエレト、アメミットが登場しており、状況にもよるが、アバター以外の者にはその姿を視認できず、また現世の生物へ物理的な接触や攻撃なども不可能という特性や、一定の認知力などの超常的能力を有する。その反面、神を倒すには生身の人間の体内に封印し、その人物共々対処することで果たせるとセリムがレイラに教えたことから、不死身という訳ではないようである。
エネアド（Ennead Council）エジプト九柱の神々。コンスらと異なり各々の外観は見せておらず、“オーバーボイド（Overvoid）”と呼ばれる異世界に留まりながら現世を見守っているようではあるが、太古の時代から人間への直接の干渉を望まず、自分たちも人間から無用の注目を浴びないよう掟を定めており、人間界に介入する際には、自らのアバターに任務を課すほか、ギザの大ピラミッドの中で彼らに意識を宿して会合や審問を行うよう務める。一方で、彼らの具体的な存在理由や目的などは未だに明確にされておらず、太古の時代に属していたコンスを「アバターに独善的な制裁を繰り返させる者」と危険視して追放したほか、アメミットら多数の神を“ウシャブティ”に封印したと思しき描写などの同族との因縁や、人間をアバターとして利用し、自分達の思う通りに物事を進めようとする訝しさも少なからず匂わせる存在でもある。
ハロウのアメミット復活阻止を目論むコンスによって召集された際には、アメミット復活阻止という審問に対し、前述の経緯からか、コンスへの危険視とアメミットへの軽視、会合に招いたハロウに説き伏せられたことも手伝って、コンスの直訴を信じずに閉会した。後に星座を操作したコンスをアバターたちを通してウシャブティに封印し、ハロウらがアメミットのウシャブティを持ち出すと、漸く対峙する姿勢を見せたが、ギザの大ピラミッド内でハロウらに立ちはだかったアバターたちを全滅させられてしまう。

## 生物

### 九つの世界の生物
アリ
本項では、スコット/アントマンやピム親娘がサポートのために調教し、操るアリたちを記述する。
クロオオアリ （Carpenter ant / Camponotus pennsylvanicus）
スコットやピム親娘と最も親密に行動・活動するアリ。アントマンになって間もなかった頃のスコットは、ピムからナンバリングされた個体番号247の羽アリに“アントニー”と名付け、空飛ぶ愛馬の如き相棒的存在として可愛がったが、ダレンとの戦いで死亡してしまった。
その後スコットは、モバイル研究所を巡るソニー・バーチの一味やエイヴァ・スター/ゴーストとの一件で跨った羽アリには、“ユリシーズ・S・グラント”、“アントニオ・バンデラス”と名付けている。
なお、日本語の「クロオオアリ」は学術上は日本の在来種 Camponotus japonicus を指すが、劇中の訳では同属の Camponotus pennsylvanicus（カンポノータス・ペンシルバニカス）の訳名に用いている。本来羽根を持ったアリは女王と雄のみ、しかも羽化から結婚飛行までのごく限られた期間だけであるが、劇中の彼女たちはなぜか全て無脱翅、飛行可能状態の女王アリである。体色は漆黒ではなく、かなり茶色がかった表現になっている。
サシハリアリ［弾丸アリ］（Bullet ant / Paraponera clavata）
世界最大級のアリの一つ。強力な毒針を持つため、研究、実験、飼育などの際は取り扱いに細心の注意が必要とされる。
ピム・テック本社屋でもその毒針を用い、ダレンや彼の手下らを行動不能にするのに一役買う。
ヒゲナガアメイロアリ（Crazy ant）
最初はスコットを仲間として認識しないが、訓練によるコミュニケーションの上達につれ頼もしい味方になっていく。
劇中みられる手書きの英語表記では「Crazy ant」と正確な種まで特定しない呼び名になっており、セリフ上では「Paratrechina longicornis」、「ヒゲナガアメイロアリ」と紹介される。しかしビジュアルとして描かれる姿は、むしろ沖縄の市街地などでもよくみられるアシナガキアリ（Yellow crazy ant / Anoplolepis gracilipes）のそれに近い。
ヒアリ（Fire ant / Solenopsis mandibularis）
「ヒアリ」はトフシアリ属に属する中南米原産の幾つかの種の総称であり、本作品に登場するヒアリは Solenopsis mandibularis という種類で、アカヒアリ（Solenopsis invicta）や日本にも帰化したアカカミアリ（Solenopsis geminata）等の同属種。
小型だが毒針を持ち凶暴で膨大な数に繁殖するため悪名が高い。また彼らは多数の働き蟻が集まり結合することで筏や橋を造って水を渡ることができ、その能力を活かしてスコットは警備が一層厳重となったピム・テック本社屋に潜入する際に、給水本管内部を移動した。
クマムシ（Tardigrade）
量子世界に複数生息する微生物。ジャネット曰く「可愛いけど人を食べる」生物で、探査機で量子世界に入ったピムにも襲い掛かろうとしている。
ヘカの司祭（Heka Priest）
ファラオの墓守。仮面を被った青い肌のゾンビのような外観で、人語を話さず、敵に襲いかかる際に俊敏な怪物同然の挙動を見せるが、生きた状態で捕縛した墓の侵入者の臓器を取り出してカノプス壺に収め、ミイラを造ろうとするほどの知能を有している。
ハロウの一味がアメミットの墓に侵入してきた時点では、2体の存在と、ハロウの信奉者数名を手にかけたことが確認されており、1体は瀕死の重傷を負わせたビリー・フィッツジェラルドを自室に引き摺り込んで彼の臓器を取り出すが、その場に潜んでいたスティーヴンが落とした台の下敷きとなった。
もう1体は、スティーヴンと逸れたレイラに不意打ちを仕掛け、奈落へ追いやろうとしたが、レイラに右腕を引き抜かれ、発煙筒を右眼窩に刺されて怯み、自身が奈落へと投げ込まれる。
アスガルドの生物
ペガサス以外の本項に記述する生物も、北欧神話に登場する生物のモデルである。
スレイプニル（Sleipnir）
“スレイプニル”のモデルである、8本脚の軍馬。ソーたちがヨトゥンヘイムで氷の巨人群に追い詰められた際に、オーディンが騎乗して登場した。
フギン&ムニン（Hugin and Munin）
“フギンとムニン”のモデルである、二羽のワタリガラス。2013年にソーがヴァナヘイムからアスガルドに帰還した際にアスガルドの王宮を飛び、オーディンの腕にとまる。
フェンリス（Fenris）
“フェンリル”のモデルであり、ヘラの忠実なペットでもある黒い体毛に覆われた巨大な狼。機銃掃射にも耐え、素早く動けるほどの肉体と強靭な顎・刃物のように鋭い牙、主人同様に極めて凶暴な性質を併せ持つ。
ヘラの兵隊と共にその亡骸はアスガルドの武器庫の最下層部に安置されていたが、ヘラによって永遠なる炎を与えられ、緑色の瞳となって復活。以後は主人に従い、アスガルドの民を恐怖させ、母国から避難しようとする彼らに立ち塞がって襲いかかるが、そこに落ちてきたブルース・バナーがハルクに変身して妨害したため対決。激しい水中戦の末に、巨大な滝へ流される。
アラゴーン（Aragorn）
ヴァルキリーが愛馬としていた天馬。ギリシャ神話のペガサスと同様に、背中にある猛禽類のような大きな一対の翼でヴァルキリーの戦士を乗せて空を飛ぶ。
太古の時代にオーディンに追放されたヘラが反乱した際に、彼女の鎮圧のためにヴァルキリーたちと辺境の星へ向かったが、ヘラの連撃によって、ヴァルキリーたちと共にほぼ全滅状態に陥ってしまった。
そのためか、現代においてはアスガルドをはじめとする九つの世界や各惑星のいずれにもその姿が見られなかった。しかし、2023年に地球で勃発したアベンジャーズたちとサノスの群勢の最終決戦には、ブリュンヒルデ/ヴァルキリーが一頭に騎乗して参戦。ヴァルキリーだけでなく、ピーター/スパイダーマンも騎乗させて戦場を飛んだが、ヴァルキリーがどのような経緯でこの一頭の天馬を手にしたのかは不明。
ティバー
ヴァナヘイムの城の近くにある王家の馬小屋に住み、板金鎧を身に纏った力強い馬。シフはこの馬に乗ってヴァナヘイムの戦いに参戦する。
フロスト・ビースト（Frost Beasts）
ヨトゥンヘイムに棲息する四足歩行の巨獣。氷の巨人と同様に体表は薄青く両目も赤いが、巨人を上回るほどの巨体で、尻尾の先端に数本の突起が生えている。非常に獰猛で、その巨体に反してかなりの速度で疾走する。
氷の巨人の寺院の壁に氷漬けにされていたが、巨人群とソーたちの大乱闘のなか、戦況を覆すためにラウフェイに解き放たれ、寺院から撤退したシフとウォーリアーズ・スリーを追いかけて、巨人群と共に挟み撃ちにするものの、ムジョルニアを駆使したソーの特攻で口内から後頭部を貫通され、奈落へと落ちる。
同種の別個体が数体存在するようで、ソーとマレキスがヨトゥンヘイムに辿り着いた際に現れた個体が両者に襲いかかるが、次元移送に巻き込まれ、グリニッジでダーク・エルフの群れを丸呑みした。
その事後に、イギリスの廃墟を走り回っていたが、その後の去就は不明。
ドラゴン（Dragon）
ムスペルヘイムの地底に棲む、鎖でつながれた巨大な竜。獰猛で、炎の悪魔らと同様に身体の所々が火に覆われており、その体躯に反して非常に機敏で、背中からエンジンのように炎を後方へ放ちながら高速飛行する能力を持つ。
ムスペルヘイムに乗り込んできたソーがスルトを一度倒すと解放され、ムスペルヘイムから脱出しようとするソーを殺そうと挑みかかったが、差し架かったビフレストへ無理矢理突入したことで首が切断されて死亡。その頭部は、ビフレストの効果でアスガルドの天文台へ体液を撒き散らしながら放り込まれる。

### その他の宇宙の生物
リヴァイアサン（Leviathans）
チタウリの戦力である外宇宙の巨大生物で、大蛇のような体躯を持つ。チタウリと同様にサイバネティックス的補強を施され、アイアンマンの小型ミサイルも通用しないほど分厚く巨大な装甲プレートと地球大気圏に突入できる反重力システムを持つヒレ がその体表に移植されている。その巨体をしならせながら空中を泳ぐように飛行し、体内の房室にチタウリの軍勢を乗せることも可能なため、チタウリの移送手段としても使用される。
チタウリと同様に多数存在し、2012年のニューヨークにワームホールから現れて1体倒されても、別の個体が次々に現れてアベンジャーズの手を焼かせたが、最後はトニーに母艦を破壊されたことでチタウリと共に全て機能停止する。
その後、1体の死骸がセプターやチタウリの武装と共に、ソコヴィアの山奥のヒドラの基地に保管されていた。
またガモーラの幼少期にはゼホベリに、2014年時にはコルビンに侵攻していた。
2023年に勃発した最終決戦では、戦地に襲来したサンクチュアリⅡの船内から多数が出現し、ヒーローたちと大乱闘を繰り広げたが、ジャイアントマンへと巨大化したスコットのパンチや、ワンダ・マキシモフ/スカーレット・ウィッチの念動力、ブリュンヒルデ/ヴァルキリーの斬撃などによって次々に倒されてしまい、最後にはトニーが敢行したスナップによって全て消滅する。
オルローニ（Orloni）
爬虫類のような姿をした小動物。惑星“モラグ”やソヴリンの発電所、エクレクター号の船内まで、銀河の至る所に登場するが、ガーディアンズの面々にあしらわれたり、ノーウェアの賭博場のゲームにも利用されているなど、ぞんざいな扱いを受ける描写が多い。
フラーケン（Flerken）
地球の猫に酷似した地球外生命体。見た目や仕草は猫そのものだが、正体はスクラル、クリー双方も知る危険生物であり、危機が迫ると大きく開いた口から無数の触手を伸ばして対象への捕食行動を行い、複数の人間すら呑み込んでしまう。体内は異次元“ポケット・ディメンジョン”に繋がっており、不用意に触れると暴走の危険性があるテッセラクトをも体内に収納でき、毛玉を吐くかの如く吐き出すこともできる。
マー・ベルがペガサス計画の実験施設で飼っていた個体は“グース”と名付けられ、1995年時にキャロル/ヴァースとフューリーに出会い、すぐさまフューリーから溺愛されるようになり、そのためか彼とキャロル、タロスたちには危害を加えず、ランボー家から宇宙への旅にまで同行し、アキューザーズと対峙したフューリーたちを救う活躍も見せた。だが、キャロルたちとクリーの戦いが終わった帰路で、フューリーの左目を引っ掻いてしまった。それでもフューリーに引き取られ、当時の彼のオフィスで飼われていた。
アビリスク（Abilisk）
異次元を飛び回り、アニュラックス電池のエネルギーを食らう宇宙怪獣。巨大なタコのような体躯をしており、全身の皮と内蔵の表面が非常に頑丈だが、首元に傷跡がある。体液は黄色で、数本の触手と虹色のエネルギー波を放つ巨大な口が武器。
アニュラックス電池を狙って異次元からソヴリンに降り立ち、ガーディアンズと対戦。彼らを手こずらせたが、ガモーラによって首元の傷跡を切り裂かれて倒れる。
アウトライダー（Outriders）
サノスが遺伝子改造の研究で生み出し、配下とする新種の戦闘生命体で、多数登場する通常のアウトライダーと、リーダーである“ジェネラル・アウトライダー”が存在し、軍団“アウトライダーズ”を構成する。焼け焦げた体躯と4本の剛腕、鋭い牙が特徴で、自我を持たず、非常に獰猛で主人の命令通りに動き、命を捨てることすら躊躇わずに猪突猛進する異形の怪生物である。
ワカンダの森に落着したドロップシップから、一斉に侵攻を開始し、ワカンダ国土のバリヤーに何体もの個体が無闇に突入して死亡するが、直接対決を決意したティ・チャラ/ブラックパンサーの指示で開いたバリヤーの隙間から侵攻を再開して、アベンジャーズとワカンダ軍を相手に一進一退の大決戦を展開する。
2023年には、サノスらと共にタイムトラベルしてきた群れが、最終決戦勃発前に壊滅状態となったアベンジャーズ・コンパウンドで、ナノ・ガントレットを拾い上げたクリントを襲撃したものの、返り討ちにされ、後の最終決戦でもヒーローたちと大乱闘を繰り広げたが、最後にはトニーが敢行したスナップによって全て消滅する。
ゴリラ・チタウリ（Chitauri Gorillas）
サノスが最終決戦の際に多数召喚した生命体。その名の通り、灰色の体毛に覆われたゴリラのような巨体や、背面と両腕から垂れ下がる触手、ヘルメットと装甲をあてがわれた外見が特徴である。
サノスの群勢の戦力としてヒーローたちと大乱闘を繰り広げたが、劇中ではマンティスに眠らされた個体や、クリントを追う個体をサムが倒すシーンの描写があったくらいで、戦況を覆した個体は特におらず、最後にはトニーが敢行したスナップによって全て消滅する。
アライオス（Alioth）
黒煙のような外観の巨体を誇り、両目と咽喉の奥が赤く光る特徴を有する怪物。その口腔で咆哮をあげながら、物質だけでなく、エネルギーや“時空”まで文字通り食い尽くす能力を持つ。
大昔に現実の裂け目から生まれ、多元宇宙間による大戦争の際に、在り続ける者の実験を受けたことで生体兵器として活用され、その力で大戦争を終結させると共に、多元宇宙を一つの時間軸へと統一していた。
そして“虚無”では、長年に渡って剪定されて来た変異体を嵐の如く多数捕食すると共に、在り続ける者が潜む“時の彼方”を守護する番犬的存在として猛威を振るっていた。
この怪物は、キッド・ロキをはじめとするロキの変異体たちをも追い続けていたが、彼らと同じく剪定されて来たシルヴィに、虚無の向こう側にTVAの黒幕がいることに気付かれ、彼女とロキに挑まれた。そこでロキに誘導されかけながらも、自らを洗脳しようとするシルヴィに向かったが、クラシック・ロキが増殖の術で投影したアスガルドの王都に気を取られ、クラシック・ロキを捕食した。だが、ロキと力を合わせたシルヴィの洗脳の術で意識を乗っ取られると、その巨体は霧散し、時の彼方の“シタデル”が出現する。
ディヴィアンツ（Deviants）
セレスティアルズが自身らの繁殖のために、知的生命体の天敵を捕食するようにプログラミングして生み出し、多くの星々に送り込んだ人造生命体。基本的な外観は、黄色く光る眼球が片目に2つずつ計4つ備わった顔面と、無数の黒い蔦などが絡まったような四足歩行の悍ましい怪物そのものであるが、両翼を生やして飛行するものや、恐竜のような見た目のもの、鰓が生えた六本足を持つもの、背部に一対の突起状の両腕を備えたもの、狼のようなもの、猛禽類のような見た目をしたものなど、その形態は多数で、コズミック・エネルギーを取り込むことで、より強力な形態へと自己進化する。知性などは極めて凶暴かつ獰猛な肉食獣そのものだが、エターナルズも苦戦あるいは隙を見せれば殺害されるだけの戦闘力がある。
元々は、前述の目的を役目を以て知的生命体の育成と増殖を支えていくはずだったのだが、設計に「欠陥」があり、自己進化を重ねていく内に知的生命体そのものを捕食するようになった挙句に創造主であるアリシェムでも制御不能となってしまった経緯がある。
地球上には7000年前から複数体が存在し、地球に来訪したエターナルズとの長年に渡る戦いの末に、1521年のテノチティトランで絶滅させたと思われていた。だが、アラスカの氷河で何世紀も氷漬けになっていたクロをはじめとする最低6体が残っており、西暦2024年のティアマットの「出現」の影響で発生した地震で氷が解けたことで復活。その場にいた油田の作業員を皆殺しにした後に、イカリスの造反に遭ったことで突き落とされて来たエイジャックからクロがコズミック・エネルギーを奪って殺害すると自己進化し、エターナルズへの復讐を決意すると本格的に行動を始めた。
最初にクロがロンドンでセルシたちを襲撃するが、イカリスに撃退された。それからオーストラリアではギルガメッシュかセナもしくは両者が1体を倒し、数日後、アマゾンにあるドルイグの集落を総出で襲撃し、2体がイカリスのレーザーに、1体がスプライトの援護を受けたキンゴの光弾でそれぞれ粉砕され、さらにもう1体はセルシの物質変換によって樹木に変貌させられる末路を迎えた。しかし、クロがギルガメッシュからコズミック・エネルギーを吸収して殺害し、自己進化に成功。
後日、エターナルズがティアマット出現阻止を巡って争う場に姿を現したクロはセナに挑むが、激戦の末に倒され、現代の地球に復活した個体は全滅する。
エンキドゥ（Enkidu）
紀元前575年のバビロンに姿を現していたディヴィアンツの1体。雄牛のような一対の角を持つ頭部と他のディヴィアンツの倍はある巨体が特徴で、イシュタル門前でエターナルズと交戦して倒され、スプライトによってギルガメシュ叙事詩の登場人物のモデルとされ、言い伝えられた。

### 異世界の生物
ター・ローの生物
ター・ローには龍、麒麟、九尾狐、唐獅子の様な獣、鳳凰、帝江などの神獣・瑞獣・幻獣が存在する。
モーリス（Morris）
帝江の一匹。頭部や目、鼻、耳、口といった開口部などの器官そのものがなく、丸々とした胴体に6本の脚と4枚の翼が生えた毛むくじゃらの外観をしている。ター・ローでイン・リーと親しかったようで、その縁でテン・リングス本部におり、そこで出会ったトレヴァー・スラッタリーから“モーリス”と名付けられた。遊ぶことが大好きでやや図々しいところもあるが、人知を超えた力と知識を持っている。
スラッタリーとは心を通わせ、共に暮らしていたものの、同時にター・ローへ帰ることを望んでおり、同じくター・ローに向かおうとしているシュー・シャン・チーたちと新たに出会ったことで、スラッタリーを通しつつ自身の意思を伝えながら抜け道に案内して、シャン・チーたちと故郷であるター・ローへの帰還を果たした。
その後は、2頭の唐獅子と遊んだり、村での決戦ではスラッタリーと死んだふりをして彼の右腕に寝転がったり、決戦後の灯籠流しにも参加している。
グレート・プロテクター［偉大なる守護者］（Great Protector）
ター・ローの村の湖に棲む、善なる雌の慈悲深い巨龍。赤や白の堅固で特殊な鱗で覆われた巨体をくねらせながら水中や空中を豪快に泳ぎ、接近戦においては体当たりや尾部での殴打、鋭い牙が生えた口部による噛み付きを主戦法とし、水で数本の巨大な水柱を形成して操り、攻撃する不可思議な力も有している。
数千年前に魔物の群れを“ダーク・ゲート”の奥へ追いやり、ター・ローの住人たちを救って、彼らに知恵と自然の力・自らの身体の鱗を与えると、それ以来、湖に何世紀にもわたって棲みながら、ゲートを守護してきた。
2024年にシュー・ウェンウーによって魔物の群れが解放された直後に湖に沈んだシャン・チーを身体に乗せて湖から出現し、ター・ローの人々を救うべくソウルイーターズを攻撃した。シュー・シャーリンも乗せると、ゲートを破って現れた“ドウェラー・イン・ダークネス”に挑み、一時は力を増した相手に敗北しかけるが、シャン・チーたちとの共闘で魔物の群れを撃破することに成功。その後も、ター・ローの守護者として湖へ帰る。
闇の魔物
異世界から侵略せんとする邪悪な存在。巨大な親玉のドウェラー・イン・ダークネスと、小型のソウルイーターズの2種がいる。両種ともコウモリ型の悪魔に近い体躯を持ち、両翼で飛行し、数本の頭足類の触手のような尾部を巻きつけて捕縛した標的の魂を口部で吸引する能力を有する。
数千年前、ター・ローに突如現れて人々の魂を手当たり次第に貪り、大都市も滅ぼすと共に迎え撃った戦士たちをも返り討ちにして別次元にまで侵攻しようとした。しかし、グレート・プロテクターにより、ダーク・ゲートの奥に全て封じ込められた。
ソウルイーターズ（Soul Eaters）
群れを成して人々に襲いかかる闇の魔物。加工した龍の鱗が施された武器以外の攻撃では、撃破することすらできない。人間から吸引した魂を尾部で保持し、ドウェラー・イン・ダークネスの下へと運び、与える役割を持つ。
ドウェラー・イン・ダークネス（Dweller-in-Darkness）
ソウルイーターズの親玉である魔物。高い戦闘力を持ち、魂を吸引して力を増す。これに加え、ダーク・ゲートの向こう側からでも他の次元の人間へ幻聴を吹き込む能力と、非常に凶暴かつ狡猾な性質を有している。
封印後はゲートから脱することを目論み、ター・ローの事情を知らない他の次元の人間たちへ「ダーク・ゲートを破壊すれば最大の欲望を約束する」と人心を惑わす甘言を弄してター・ローに誘い込み、その人物にゲートを破壊させようと何世紀にも渡って行い、失敗してきた。
現代においてドウェラー・イン・ダークネスは、ウェンウーが持つ“テン・リングス（腕輪）”の力でゲートを破壊することを目論み、亡くなったリーの声色でウェンウーに何度も囁き、彼にリーがゲートの後ろに閉じ込められていると信じさせた。そしてター・ローに侵攻したウェンウーがゲートを攻撃したことによって解放されたソウルイーターズは、迎え撃つター・ローとテン・リングスの戦士たち数人の魂を吸引。これを与えられたドウェラー・イン・ダークネスは、ゲートを破って出現すると、すぐさまウェンウーの魂を吸引し、ソウルイーターズを率いてグレート・プロテクターやシャン・チーたちとの戦いに挑んだ。
グレート・プロテクターの圧倒的な力に一時劣勢になったドウェラー・イン・ダークネスは、ソウルイーターズから再び与えられた多くの魂を得ることでより強力になり、捕らえたグレート・プロテクターの魂も吸引し始めながらシャン・チーたちも窮地に陥れて優位に立った。だがケイティ・チェンが発射した矢に咽喉を貫かれたドウェラー・イン・ダークネスは、シャーリンが放った縄鏢とグレート・プロテクターに捕縛され、シャン・チーによって腹部に押し込まれたリングを回転させられて爆散。これに連動して残りのソウルイーターズも全て滅び去る。
ジャッカル（Jackals）
別次元、或いは異世界から召喚される怪物。骨が浮き出るほどの痩せ細った体躯に薄い白髪、獲物に噛みちぎって引っ掻くための鋭い牙と爪、緑色に光る両目などを持つ猟犬のような生物で、その外観のとおり凶暴で攻撃的かつ、大人一人を楽に持ち上げる怪力と、4本足で地面を素早く駆け回る走力、急な壁面も攀じ登れる登攀力まで備え、エジプトの神のアバター以外の者にはその姿を視認できないという特性まで有している。死亡した際には、砂となって消滅する。
現在のところ、ハロウによって召喚された2体が別々に登場しており、最初の個体はナショナル・ギャラリー館内に出現して、スカラベを持つと目されたスティーヴンを追い回し、表に現れたマーク/ムーンナイトにも挑み掛かるが、反撃されて逃げようとする素振りを見せたのも束の間、一方的に叩き伏せられて絶命した。
次に出現させられた個体は、ハロウの一味の拠点でスカラベを持つスティーヴンとレイラに襲いかかって追い詰め、居合わせたロンドン市民にも危害を加えたが、再び現れたマーク/ムーンナイトとビルの屋上で追走劇を繰り広げた末、マークに“クレセントダーツ”で斬りつけられて捕まり、建築物の突起に突き貫かれて死亡する。
亡者
ドゥアトとオシリスの門の間の砂丘に彷徨う死者。見た目は全身が浅く黒ずんだ人間だが、全身が砂で形作られており、ある程度重い攻撃を加えないと倒すことができない若干厄介な存在である。
かつてマークがガボン、ニューヨーク、ドバイで手にかけた数名が砂丘から姿を表し、ドゥアトに落ちていたマークとスティーヴンが乗るタウエレトの船に上がり込んで、マークに復讐しようとゾンビの如く群がると、彼やスティーヴンと乱闘となって撃退され、最後の1人はスティーヴン共々砂丘に転落する。

### マルチバースの生物
ヒドラの英雄（Champion of HYDRA）
“ペギー・カーターが超人兵士になった宇宙”に登場した巨大な怪物。ヨハン・シュミット/レッドスカル曰く「星の彼方から召喚される英雄」・アーニム・ゾラ曰く「別の惑星から次元の間を行き来する武力」で、全体像は未確認だが、シュミットらが開いたワームホールから伸びた無数の巨大な触手や口など、タコに酷似した外見をしている。
シュミットらによって、地球の“クラーケン城”に開かれたワームホールから無数の触手を伸ばし、自身を操ろうとしたシュミットを捕らえて握り潰すと、居合わせたペギー・カーター/キャプテン・カーターたちにも猛威を奮って手を焼かせるが、意を決したペギーにワームホールの向こう側へ強引に押し込まれる。それとともに、70年後の未来の“ジョイント・ダーク・エナジー・ミッション・ファシリティーズ”内にワームホールが開かれた際には、切断された複数の触手の破片がペギーと飛び出している。

## 魔術・魔法

### 魔術/ミスティック・アーツ関連
古来より伝えられてきた、「多元宇宙」にアクセスし強力なパワーを引き出すための技法。呪文と身振りにより構成され、魔術師たちは呪文によって自らの思考を、身振りにより肉体をそれぞれ集中させ、魂を制御することで思考を現実化することができる。また魔術師は、修行を積んでいくことによって、機能を失った身体の一部を魔力によって再び動かすことや、他の次元に干渉できるほどの超常的なパワーを発現することも可能となる。

#### 主な魔術/ミスティック・アーツ（Magic / Mystic Arts）
エルドリッチ・ライト（Eldritch Light）
多元宇宙のエネルギーを引き出して発するパワーで、人の目には輝くオレンジ色の光として映る。魔術師は戦闘時にこの光で魔法円を展開し、それをさまざまな武器や防具の形に変えて装備する。
この魔術の発動時に魔術師たちが見せる身振り（腕や手の幾何学的な動作）は、タッティングが取り入れられており、魔術を駆使する格闘アクションには空手も織り交ぜている。
エルドリッチ・ウィップ（Eldritch Whip）
実戦経験が皆無だった頃のスティーヴン・ストレンジ/ドクター・ストレンジや闇の魔力を得る前のゼロッツの面々が主な攻撃手段として鞭状に形成したエルドリッチ・ライト。殴打や相手の捕縛に用いる。
ラガドールのルビーリング（Rings Of Raggadorr）
展開した魔法円をそのまま掌に盾として形成・装備するエルドリッチ・ライト。ストレンジのほか、ウォンや多くの魔術師が用いる。
セラフィムの盾（Shield Of The Seraphim）
ラガドールのルビーリング以上に大型の魔法円のような形状の防壁。ウォンはエボニー・マウとの戦いで相手が飛ばしてきた樹木を相殺し、ストレンジはQシップ墜落の衝撃を防ぐためにそれぞれ展開する。
アストラル投射（Astral Projection）
後述の「アストラル体」と呼ばれる精神体を幽体離脱のように肉体から分離させて“アストラル次元”へ移す魔術。この術を行使する魔術師自身のアストラル体だけでなく、魔術師に突かれた者のアストラル体までも分離させることもできる。ウォンが「魔術師見習いが習得するにはまだ早い」と断言するほど高度な魔術である。魔術師の中でこの魔術の行使が確認できたのはエンシェント・ワン、ストレンジ、ルシアン・アスター/ストロング・ゼロッツだけであるが、“魔術師”ではなく“魔女”に覚醒したワンダもこの魔術を使えるようになった。

#### 闇の魔術（Dark Dimension Magic）
暗黒次元由来の魔術。この魔術の使い手は、暗黒次元の魔力の影響により額にドルマムゥの紋章が赤く浮かび上がり、目元は黒くひび割れている。また、エンシェント・ワンはこの魔術の力を得ることで、700年以上の年月を生きてきた。
なお、元素を操る「闇魔術師」であるエボニー・マウの力も暗黒次元に基づくものであるのかは不明。
時間の破片
暗黒次元のパワーを闇の魔術で形成した透明状の武器。ゼロッツはこの魔術で、大小さまざまなサイズの刃を形成し、装備・駆使する。
空間湾曲
手振りで壁面を折り曲げる、殴りつけた地面をスライドさせ続ける、建造物を地盤ごと傾けるなど、周囲の空間を破壊することなく変形させる闇の魔術。ミラー次元内のみならず、現実世界の空間も変化させることが可能。
エンシェント・ワンやカエシリウスは、この魔術でミラー次元内のビル街の多数の建造物と地面を絶え間なく操作し、戦況を有利にするなどの応用を見せた。

#### その他の用語
アストラル体（Astral Form）
魔術師のみならず、全ての生物が有している精神体。アストラル投射によって肉体から分離されると、肉体が存在する次元からアストラル次元へ移り、一部の例外を除いて分離した肉体と全く同等の外観で常時宙に浮かび、壁や建物などの物体をすり抜け、自在に移動することができる。この精神体同士で会話や戦闘などのやりとりを交わすこととアストラル次元側から任意で姿や音声を現実世界に現すことが可能だが、基本的に現実世界からの視認は不可能である。ただし精神体が何らかの理由で消滅すると、対になる肉体も亡骸となり、逆に分離中の精神体と対になる肉体が心肺停止状態になると精神体も消滅してしまう。
至高の魔術師［ソーサラー・スプリーム］（Sorcerer Supreme）
魔術師の一団「マスターズ・オブ・ミスティック・アーツ」の中で、一団を率いる資格と実力を持つ魔術師に与えられる称号。初代は古の魔術師「アガモット」であったが、エンシェント・ワンがこの称号を持つ。彼女亡き後、この称号の後継者はストレンジであったが、デシメーションで彼が消えた為、現在はウォンがこの称号を持っている。
カリオストロの儀式
「カリオストロの書」に記載されている、闇の儀式。この儀式を行うことで、身体を不老のものに変化させたり、通常のもの以上に強力な魔術を発動させたりすることができるほどのパワーを暗黒次元から授けられる。

#### 施設・聖域・団体
カマー・タージ（Kamar-Taj）
ネパールのカトマンズにある、魔術師のために建てられた修行場である寺院。出入り口は路地裏にある一般的な住宅と同等の小規模な玄関で、見た目は古びているが、ネパールの美しい山々を一望でき、内部にはエンシェント・ワンの私的訓練室も兼ねる謁見の間 をはじめ、魔術師たちの居住・訓練設備のほかにも膨大な魔術書を収めた広い図書館や、レリックのコレクション、3ヶ所のサンクタム・サンクトラムそれぞれに繋がる扉の間が存在し、Wi-fiも繋がる。
ここでエンシェント・ワンを筆頭に、彼女の指導の下で多くの魔術師達が日々修行に励んでいる。
エンシェント・ワン亡き後の、本修行場の主については不明。
図書館
ウォンによって管理される、古今東西のあらゆる魔法書が収蔵された部屋。各魔法書はラックに鎖で縛り付けて保管されている。サンクタム・サンクトラムに繋がる扉の間も隣接されており、アガモットの目とアガモットのオーブが置かれているアンティチェンバーは、アガモットの目の台座のダイヤルを回すことで扉を開けたり、オーブ本体を起動させることができる。
2016年には、ゼロッツを率いるカエシリウスによって、ウォンの前任者の魔術師が斬首され、カリオストロの書が奪われる。
サンクタム（Sanctum）
地球をあらゆる別次元からの侵略から守るために構えられた聖域。ロンドン、ニューヨーク、香港の3ヶ所に存在する。アガモットによって張りめぐらせた結界によって多元宇宙からの侵略者の襲来を防いでいる。
サンクタム・サンクトラム（Sanctum Sanctorum）
3ヶ所のサンクタムを守護する砦として建てられた施設。3ヶ所の建築様式と、各所に貼り巡らされた結界を象ったシンボルはそれぞれ異なり、オキュラス（丸い大きな窓）もシンボルと同型である。マスターのランクに達する魔術師が主として常駐しており、3ヶ所のうち2ヶ所でも破壊されると結界が消滅し、別次元からの侵略者が襲来してしまう。
ニューヨーク
グリニッジ・ヴィレッジのブリーカー通り177Aが住所である、ニューヨークのサンクタム・サンクトラム。4階建てで最上階にあるオキュラスが特徴の洋館。
ロンドン
闇の魔術を体得した直後のゼロッツが最初に襲撃・破壊した、ロンドンのサンクタム・サンクトラム。具体的な所在地と建築様式は不明。ソル・ラマが主だったが、カエシリウスに殺害される。
香港
九龍にある サンクタム・サンクトラム。古びた5階建てのビルで、最上階にオキュラスとレリックの陳列室がある。主はティナ・ミノル。
ウォンやティナたち数人の魔術師が守護しようとしたものの、一度ゼロッツによって破壊されてしまった。だが、ストレンジがアガモットの目の力を行使し、破壊される前の時間に戻ったことで修復される。
マスターズ・オブ・ミスティック・アーツ（Masters of the Mystic Arts）
厳しい訓練で習得した魔術を駆使して、この次元を侵略しようとする闇の勢力に対抗する魔術師の一団。アベンジャーズとは異なり、人知れず戦いに臨むため、その存在は世間に認知されていない。魔術師たちは魔術そのものだけでなく、格闘技などの体術やレリックの使用法も修行で習得しなければならない。魔術を会得した者は“マスター”と呼ばれる。また、魔術師たちにはランクが存在し、それは身に纏う道着の配色で識別される。ランクの色分けは下から、初心者（灰）→見習い（赤）→門徒（青）→達人（好みの色）となっている。
また、2023年のアベンジャーズとサノスの群勢の最終決戦時には、カマー・タージや香港のサンクタム・サンクトラムからゲートウェイを通ってアベンジャーズ・コンパウンドに駆けつけ、アベンジャーズに参戦する。
ゼロッツ（Zealots）
闇の力を狂信し、エンシェント・ワンの教えに背いて離反した魔術師の一団。カエシリウスを筆頭に、赤紫色の道着を身にまとった彼の弟子たちは、魔術に加えて“ダヴェロスのダガー”のほか、レリック以外のアイテムを武器とする。
当初は十数人の弟子たちが属していたが、エンシェント・ワンとの初戦で多くの者が倒された。それでも現実世界を暗黒次元へと引きずり込むために、闇の魔術の力を得て、3ヶ所のサンクタムを攻撃し、マスターズ・オブ・ミスティック・アーツと連戦する中、遂に香港に暗黒次元を出現させた。しかし、ストレンジの策に嵌ったドルマムゥによって、生き残ったカエシリウスたちは最終的に暗黒次元へ吸い込まれることになる。

### アスガルドの魔法
オーディンの魔法
オーディンは、ヨトゥンヘイムで拾った赤子（ロキ）にかけた肌の色を変える魔法、ムジョルニアを所有に相応しい高潔な人物にのみ持ち上げられるように施す呪文、後述の暗黒の魔法などを披露している。
ロキの魔法
ロキは養母のフリッガから習ったトリッキーな魔法各種を戦闘や悪戯に多用する。

増殖の術
動作や発声もできる自身及び他者の姿を投影する魔法。投影した場所にいる人物と交信することだけでなく、使い手によって投影できる姿の数を増やすことや、投影場所をはるかかなたの遠方地にまで定めることまで可能。
ロキは前述のとおりこの魔法を多用しており、フリッガはダーク・エルフがアスガルドに侵攻した際に、この魔法でジェーン・フォスターの姿を作り出してマレキスの目を欺き、ジェーンを救う。
また、クラシック・ロキもこの魔法を行使できるが、緑色を帯びていたとはいえ巨大なアズガルドの王都と雷を“虚無”の空間に複写できるほど強力である。
暗黒の魔法
対象者を他の世界/惑星へワープさせる魔法。
2012年に、具体的な描写は無かったものの、ソーは「オーディンから授かった大量の暗黒エネルギー」で地球に再臨できたとロキが述懐している。
2018年には、 サノスらによってステイツマンが襲撃された際に、ヘイムダルが「父たちよ、暗黒の魔法を我が身に宿らせよ 今一度」と唱えて右手を倒れていたハルクに翳すと、ビフレストと同等の虹色のエネルギー波がハルクを包みながら宇宙空間へと伸長されてハルクを地球に送る。

### 古代エジプトの神の魔法（超能力）
コンスの超能力
ポルターガイストや、日食発生、星座操作など自然現象的な超能力を中心に行使する。

憑依
アバターとしての契約を交わした人間に意識を宿して操る能力。タウエレトはアバターでなくとも、亡骸を通して自身の声を伝達することもできる。
パワー贈及
アバターに自らの超能力や魔法を行使できるように提供する。
光輪
右手を翳した相手の身体に出現させる光の輪。オシリスのアバターであるセリムが、エネアドの会合でマークに宿って暴力に出ようとしたコンスを抑えるために披露する。
封印呪文
複数のアバターが力を合わせて発動する、他の神を封印する呪文。アバター同士で手を繋ぎながらコプト語で呪文を唱えると、対象の神の力が抜け始めて身体が分解され、ウシャブティ、もしくは任意の人物の身体に封印される。
コンスを封印する際には、エネアドのアバター5人がギザの大ピラミッドの議場で発動し、彼らの中心に石の台がせり上がり、その上にコンスを封じたウシャブティが形作られた。
後に解放されたアメミットに対しては、マークとレイラがギザの大ピラミッドの議場に無力化させたハロウを寝かせて発動し、紫色の小火のようなエネルギー体に分解されたアメミットがハロウの口に吸い込まれる形で彼の身体に封印される。
心臓抽出
タウエレトが片手を他者の魂の身体に傷を付けずに挿しこんで心臓を取り出す超能力。ドゥアトに彷徨い込んだマークとスティーヴンに対してタウエレトは両者の心臓を取り出し、天秤にかける。
魂の吸引
アメミットが行使する、彼女の裁きを受けた人間から魂を引き出し、それらを吸引して自らの糧とする能力。一度に多数の人間から吸引することができる。
瞬間移動
瞬時に別の場所へ高速移動する能力。
巨大化
身体をより巨大なものへと拡大する能力。アメミットは多数の人間から吸引した魂を取り込んで巨大化した。この直後に具体的な方法は不明だが、コンスもアメミットに対抗するために巨大化している。

### その他の魔術・魔法
スカーレット・ウィッチの魔法
愛するヴィジョンを弔えずに喪ったことで絶望したワンダが覚醒した魔女の力。“カオス・マジック”をはじめ、物体召喚や時間操作など、超常現象的な特殊能力が多数を占める。

アガサ・ハークネスの魔術
強大な力を持つ魔女として、ルーン文字によるルーン魔術から黒魔術まで、多彩な魔術を行使する。

## 組織・勢力

### スーパーヒーローチーム
アベンジャーズ（Avengers）
ニック・フューリーが外宇宙の脅威から地球の平和を守るために提唱した“アベンジャーズ計画”によってリクルートされた特殊能力及び優秀な技能を持つ超人ヒーローやスパイたちによる地球のスーパーヒーローチーム。2012年のニューヨーク決戦で結成されて以降、各々の理由からの一時的な脱退や、新ヒーローの加入などにより、構成や人数は度々変遷している。
ガーディアンズ・オブ・ギャラクシー（Guardians of the Galaxy）
銀河で様々な犯罪を重ねてきたお尋ね者やはみ出し者で結成されたヒーローチーム。地球暦2014年に、“ザンダー”や“キルン刑務所”で出会って手を組んだクイル/スター・ロードをはじめとする5名が、ロナン・ジ・アキューザーとの戦いで1組のチームとして団結。ロナンがザンダーの人々を絶望させる際に叫んだ嘲罵の中にあった呼び名をチーム名に充て、複数の星々でスーパーヒーローとして知られるようになった。
エターナルズ（Eternals）
7000年前にセレスティアルズの要請を受け、ディヴィアンツから人類を守るために、“プライム・エターナル”のエイジャックの導きで地球に来訪した10人のエターナル。彼らは、紀元前から長年にわたって使命を全うする傍らで人類と触れ合い、時には超能力を彼らの暮らしの補助などにも駆使して文明の発展に貢献するようになり、その姿から後の世に幾つもの神話として語り継がれていった。
ガーディアンズ・オブ・マルチバース（Guardians of the Multiverse）
ウォッチャーのウアトゥが、各マルチバースの侵略に乗り出したインフィニティ・ウルトロンに対抗するために、さまざまなマルチバースから連れ出した超人ヒーローやヴィランたちによって結成したスーパーヒーローチーム。

### 地球

#### 企業・研究機関
スターク・インダストリーズ（Stark Industries）
MCUの多くの作品に登場する世界的な巨大複合企業。ハワードが創業し、オバディア・ステインと共に発展させた。ハワードの死後、オバディアが暫定的にCEOを務めたあと、トニーが21歳でCEOに就任。現代ではペッパーがCEOを務めている。
ハマー・インダストリーズ（Hammer Industries）
ハマーがCEOを務める軍需産業。ハマーが他者の作品や知的財産を盗んできただけでリムジンやビジネスジェットも保有する程の規模を誇り、スターク社と同様にレーサーへのスポンサー協力も行う企業だが、イランでアーマーの運用試験に失敗しているなど、会社全体の技術力はスターク社に劣る。スターク社が軍需産業から撤退したため、アメリカ政府の兵器請負業者となった。
マーベル・テレビジョン製作のドラマ『ルーク・ケイジ』には、当社の兵器が登場する。
ハマー社本社研究所
ニューヨークのクイーンズに構えられているハマー社の本社研究所。当社の業績とは裏腹に施設は立派なもので、所内の警備員も屈強な男性ばかりである。ハマーによって留置場から脱獄させられたイワン・ヴァンコ/ウィップラッシュは、ハマーと結託したように見せかけてここに潜伏しながら設備を利用し、“ハマー・ドローン”と“ウィップラッシュ・アーマー マーク2”を開発した。後にヴァンコの身柄確保のためにナターシャがハッピーと突入し、警備員らを瞬く間に蹴散らす。
シェーファー警備会社（Schäfer Sicherheitsdienst）
“イリジウム”を保管していた警備会社。シュトゥットガルトの本社屋内にあるイリジウムの保管庫へ入室するには、オーナーであるハインリヒ・シェーファーの虹彩を認証装置にスキャンさせなければならない。ロキに操られたクリントは、本社屋に数名の兵士と浸入し、ロキから送信されてきたシェーファーの虹彩を用いて保管庫からイリジウムを奪取する。
A.I.M.（エイム）
キリアンが経営するシンクタンク。フルネームは“Advanced. Idea. Mechanics.”。元々は小さな研究所だったが、退役軍人や社会不適合者・障害者を被験者とする“エクストリミス”の研究及び人体実験とテロ活動を行い、その危機管理を利用してアメリカに武器を売りつけるという非合法的な運営を裏で繰り返してきたことによって、現在では政府に認可される組織となった。同時に“アイアン・パトリオット”のアップグレードも担当した。
キリアンの死後の動向は不明。
ユージン遺伝研究所（U-GIN Genetic Research Facility）
漢江の盤浦大橋の南端に浮かぶ人工島に建設されている、チョが勤務する研究施設。ここでウルトロンはチョを洗脳して新たなボディとなる人工肉体を造らせ、ボディを含んだ“クレードル”を運ぶために、本施設のトラックも利用する。
ピム・テック（Pym Technologies）
ピムがS.H.I.E.L.D.を脱退後、ジャネットを救い出すための研究資金を得る目的で設立した企業。ナノテクノロジーと分子研究を専門としている。
現在では引退したピムに代わってダレンとホープが当社のトップとなっており、ダレンは完成したイエロージャケットを売りさばいて利益を上げ、社名を“クロス・テクノロジー”と改名しようと企てていた。
本社研究所
サンフランシスコに構えられたピム・テックの本社屋。屋上にはヘリポートが、内部には“未来ラボ”という名称の研究室やイエロージャケットを格納する粒子チェンバーと複数のテレビモニターを備えた保管室、クロス粒子の貯蔵室、サーバールームや水圧制御室などが存在する。
ダレンはここでイエロージャケットの研究・開発とセールスプロモーション及び披露会を行い、ヒドラ幹部らへ販売しようと企んだ。しかし、スコットやピムたちによって仕掛けられたピム粒子を詰め込んだ多数の爆薬により、本社屋ビルは爆破・消滅する。
エックス・コン・セキュリティ・コンサルタント（X-Con Security Consultants）
サンフランシスコの街角にオフィスを構える小規模な防犯会社。“エックス・コン（X-CON）”とは、“元泥棒”の意である。ルイスが社長として起業し、デイヴとカートも当社の一員として属している。
顧客への防犯用品の販売・設置などを基本業務としているが、2018年時の経営状況は倒産寸前なほど赤字だったようで、ルイスはその事実を皆に内緒にしていた。しかしソニー・バーチの一味の逮捕に貢献したことが広まったためか、大切な顧客の“カラペティアン”との契約が結ばれる。
デイリー・ビューグル（The Daily Bugle）
J・ジョナ・ジェイムソンが主催者兼ニュースキャスターを務めるネットニュースメディア。スパイダーマンを目の敵にするジェイムソンの一存で、ピーター/スパイダーマンを悪人と決めつけて徹底的に猛バッシングする過激な報道活動ばかりに執心するようになり、ジェイムソンの部下たちも、命令一つでピーターへの尾行や張り込みなどにあたるなど、モラルに反した行動を起こす。
計算サービス社（Computational Services Inc.）
ウエストビューの一角にオフィスを構える会社。ヴィジョン（カオス・マジック）やノームたちがアーサー・ハートの下で勤務している。劇中では社員たちによる計算用紙を取り扱う仕事が描写されているが、具体的な業務内容は不明で、ヴィジョン（カオス・マジック）もノームに「ここはなんの会社だ？」と問い掛けている。
後にオフィスに導入されたパソコンが、ウエストビューの外部からEメールを受領し、そこに記載されたウエストビュー内の高い放射能の検知内容とワンダに関するS.W.O.R.D.の重要機密を目にしたことでヴィジョン（カオス・マジック）は、抱え込んでいた現状における違和感に拍車がかかることになる。
ビショップ警備（Bishop Security）
エレノア・ビショップがCEOを務めるニューヨークのPSC。本社屋を置くニューヨーク市内にセキュリティ網を敷いており、このことから市内に存在する特定の人物の住所や携帯電話の追尾などが可能なインターネットサービスからあらゆる犯罪者データベースなどを一般提供しているほか、富裕層向けのパーティの主催も行なっている。
2024年のクリスマスシーズンには、エレノアの一人娘であるケイト・ビショップはインターンで参加すると共に、当社のサービス各種を使ってデュケイン邸の住所検索やクリントの携帯電話の追尾、カジミエシュ・"カジ"・カジミエルチャクの素性調査などを行う。

#### 行政機関
S.H.I.E.L.D.（シールド）
MCUの各作品の多くに登場する、国際平和維持組織。地球上に存在する人類に危険を及ぼしうる物体・物質・超常現象、そして超人的な能力を持った人物についての捜査・研究と、それらの強大な力を得た者への対処を主任務とする。本組織は、“S.T.R.I.K.E.”や“量子研究所”などの精鋭部隊及び複数の部署も有していた。
戦略科学予備軍SSR
SSRとは、“S”trategic “S”cientific “R”eserveの略称。第二次世界大戦中に連合軍により、史上最強の軍隊を目指して優秀な人材で創設されたアメリカの軍事組織である。ドイツから亡命したアースキンを招聘したことで、スーパーソルジャー計画を推進。スティーブを被験者に計画を成功させると、次は大統領命令でヒドラとの戦闘を主任務とするようになり、拠点をロンドンへと移した。数ヶ月間は戦況に進展無しだったが、スティーブを正式に加入させたことで本格的にヒドラ壊滅作戦を展開。バッキーやスティーブが消息不明となったものの、ヨーロッパ各地のヒドラの施設を全て陥落させ、ヒドラを壊滅させることに成功した。
戦後も組織自体は存続して諜報機関となり、数年後にはS.H.I.E.L.D.へと発展する。
キャンプ・リーハイ
アメリカのニュージャージー州・ウィートンにある、SSRの訓練施設。スティーブとペギーはここで初めて出会った。
S.H.I.E.L.D.が発足すると、当施設はS.H.I.E.L.D.の最初の本部施設として機能された。
スーパーソルジャー計画研究室
ブルックリンの地下に構えられた極秘施設。出入り口は地上の骨董品店内にあり、基地施設へ入るには店の主人である老婆の「今朝はいいお天気ね」という問いかけに「ええ、でも傘は持っている」と合言葉を返し、カウンター下のボタンを押してもらい、店の奥にある本棚が開いて現れる出入り口を通過しなければならない。ここの観覧ブース付きのラボでスティーブを被験者とした実験が行われる。
イタリア基地
1943年11月頃にSSRも常駐していた、連合軍のイタリア前線の基地。同時期にスティーブは、兵士慰問ツアーを行ったが、兵士達から馬鹿にされ、居心地悪い経験をしてしまった。しかし、彼が独断専行でヒドラに捕らえられたバッキーたち107連隊をはじめとする大勢の捕虜を連れて帰り、皆から讃えられた。
ヨーロッパ本部
SSRが大統領命令で対ヒドラ戦に臨むために、ロンドンキング・チャールズ・ストリート地下の掩蔽壕に構えた秘密基地。作戦会議などを行う作戦室やハワード達技術陣のラボのほか、ピアノが置かれた“ウィドル・フィドル” というパブなどの娯楽設備もある。
ニューヨーク支部
ブルックリンに構えられたSSRの支部。戦後の1946年にペギーはここに勤務していたが、彼女はオフィスの片隅のデスクで3ヵ月間も内勤を押し付けられていた。
ハウリング・コマンドーズ（Howling Commandos）
ヒドラ壊滅作戦のリーダーとなったスティーブが、救出した捕虜の中から数名をスカウトして結成した、SSRの少数精鋭部隊。我流の戦法が特徴で犠牲が全く無かった訳ではないが、優れた実力とチームワークを発揮し、ヨーロッパ各地で前線に立ってヒドラと戦い連戦連勝を収め、ヒドラ壊滅の立役者となる。
第107歩兵連隊（107th Infantry Regiment）
ニューヨーク州の7番目の州兵連隊。第一次世界大戦ではスティーブの父親も所属していた。第一次世界大戦中1918年9～10月の“第二次ソンムの戦い”において最前線で戦い、圧倒的な成功を収めた。
バッキーが軍曹として出向したが、“アッツァーノの戦い”で未知の兵器を操るヒドラの襲撃を受け敗北し、生存した者の多くが捕虜となる。
世界安全保障委員会（World Security Council）
S.H.I.E.L.D.を管理する役員会。有事の際には、S.H.I.E.L.D.の活動内容に意見し、指示する権限を持つ。
2012年には、ヒーローたちにテッセラクトを奪還させようとするフューリーに苦言を呈し、アベンジャーズとチタウリの戦闘を終結させるべく、冷徹にもニューヨークへ核攻撃まで指示するが、拒否されると彼の指揮権を剥奪し、“ヘリキャリア”の核搭載機のパイロットへ直接命令した。事後は、姿を消したアベンジャーズの面々に戦闘の被害の責任を追及するようにフューリーに進言するが、これも拒否される。
2014年時には、バーチャル会議やインサイト計画に参加し、アレクサンダー・ピアースを強く非難するも、彼が本性を現した際に返り討ちにされてしまった。その後の当委員会の去就は不明。
対テロ共同対策本部（Joint Counter Terrorist Centre）
CIAの管轄下にある 国際的特殊治安維持部隊。エヴェレット・ロスが副司令官を務め、シャロン・カーターも所属する。世界中のテロへの対処を主任務とし、活動内容によって各国の特殊部隊などと共同作戦を展開することもある。
2016年に、テロの嫌疑がかかったバッキーを捕らえようと活動した。
本部庁舎
ベルリンに置かれている対テロ共同対策本部施設。2016年にスティーブとサム・ウィルソン/ファルコンをここに一時的に捕縛し、本部施設の東棟地下5階にバッキーを収容するが、精神科医になりすましたジモにより、バッキーを操られて施設内が大混乱となってしまった。アベンジャーズの内乱後には、ジモを捕縛する。
監禁房
バッキーやジモを閉じ込めた、囚人一人分の特殊な独房。運搬が可能で、閉じ込めた囚人は電荷を帯びた拘束具に固定される。しかしバッキーは、ジモに操られた際に拘束具とドアを壊して脱出する。
ダメージ・コントロール局（Department of Damage Control）
スターク社とアメリカ政府が共同で設立した機関で、超人たちによる被災地の後始末や整備、残されたヴィランの武装やビークルといったテクノロジーの回収・管理を行う。
S.W.O.R.D.（ソード）
マリア・ランボーたちによって設立されたアメリカの公的機関で、正式名称は“Sentient.Weapon.Observation.Response.Division.”（知覚兵器観察対応局）。元来の活動内容はその名称どおり“観察”であったが、現在では宇宙からのさまざまな脅威に対処するために、兵器の開発及び超常的な事案の捜査を主任務とするようになった。独自の宇宙船やドローン、警備部隊等を有しており、これに加え、ザ・ブリップの5年間によって組織のパイロットたちが精神的ダメージを受けたことから、現在ではロボットやAI、ナノテックなども任務に投入されている。
またマリアは、デシメーションで消滅してしまったS.W.O.R.D.の職員たちが戻ってきた時に備え、職場復帰プロトコルを作成しており、復活したモニカもこれによって速やかにエージェントに復職している。
“マキシモフ事変”では、ウエストビューの異変を受けてモニカを派遣し、彼女が現地で一時失踪したことで封鎖を主導。FBI、陸軍、空軍、研究機関、宇宙軍などの組織や天文物理学者、核生物学者、人工知能学者、化学技術者といった科学者たちとの合同で本格的にウエストビューの調査任務にあたる。
本部
アメリカ国内に構えられたS.W.O.R.D.の本部施設。ワンダが来訪した際には、エントランスの液晶画面に「ザ・ブリップ後の家族の再会」というタイトルの動画が映し出されていた。ヘイワードのオフィスである長官室から見下ろせるラボではヴィジョンの遺体の収容・解剖も行っていた。
ワンダはここに来訪し、返還を求めたヴィジョンの遺体が解体・実験台にされ、引き取ることもできない現実に直面してしまった。しかし白目作戦の隠蔽と達成を企むヘイワードは、この際に監視カメラが録画したヴィジョンの遺体にワンダが強引に近付いた映像を利用し、彼女を陥れようとする。
臨時基地
ヘックスに覆われたウエストビューの外周の一角に仮設されたベースキャンプ。モニカが一時失踪してから24時間で構えられ、マキシモフ事変の調査任務におけるS.W.O.R.D.の指揮所となる。
後にワンダがヘックスを拡大した際には、このベースキャンプも取り込まれ、ダーシーや逃げ遅れたS.W.O.R.D.の職員たちを巻き込んでサーカス団のキャンプと化す。
臨時避難所
ウエストビューの13キロ先に仮設された新たなベースキャンプ。ヘイワードは避難先のこの施設で、ザ・ヴィジョンを完成・起動させる。
GRC
ザ・ブリップ後に設立された国際機関。正式名称は“Global Repatriation Council”（世界再定住評議会）。「復帰（Reset）、復興（Restore）、復元（Rebuild）」というスローガンを掲げ、デシメーションから戻った30億近くの難民の市民権・社会保障・保健医療の復活を目的とし、家庭や仕事への復帰及び法律や国境への順応をサポートさせ、そのための財源や物資の管理も行って、様変わりした世界のスムーズな活性化を目指している。
しかしその一方で、ザ・ブリップの5年間を過ごした人々については具体的な施策を一切とっていないようで、これに不満を抱えた者たちが脅威となった際に排除する暴徒鎮圧部隊も構えられている。
2024年に、フラッグ・スマッシャーズの活動によって多大な被害を受けており、その報復として鎮圧部隊がフラッグ・スマッシャーズの支持者らを取り締まったり、難民キャンプを閉鎖させるなどの強引な手段に出ている。
更に、かなり難局化が懸念されながらも、5年前にアメリカに招かれた2000万人の難民たちを強制的に母国へ送還させようとする区画法令の採決まで執り行い、可決されかけたが、フラッグ・スマッシャーズの会議場襲撃と、キャプテン・アメリカ（3代目）となったサムのスピーチを受け、この団体の議員たちは難民の送還や再定住を見直すことを決議する。
物資供給基地
ヴィリニュスにある難民支援のための物資が備蓄された施設。フラッグ・スマッシャーズを襲撃を受け、薬と食料などの物資を奪われるだけでなく、カーリによってここの職員や警備員たちは捕縛・放置されたまま施設ごと爆破テロに巻き込まれてしまい、負傷者11名、死者3名の犠牲が出ることとなる。
再定住キャンプ
リガの廃墟に構えられた難民収容施設。現在ではザ・ブリップの5年間を過ごした難民たちが定住しているものの、サムたちが訪ねた際には、所々にフラッグ・スマッシャーズのシンボルが掲げられており、ここにいた難民たちはサムたちに余所余所しく、「教師と物資を送ると言われて半年経つ」と述べて、真っ当な支援が一切なされていない事を暗喩していた。
ここに強奪した物資を届けに来たカーリらは、ドンニャ・マダーニの最期を看取ることにもなった。
しかしリガでのサムたちとフラッグ・スマッシャーズの戦いの後にGRCによって閉鎖させてしまう。
会議場
ニューヨーク都市圏の超高層ビルの中に構えられたGRCの会議場。区画法令の採決が行われた際に、前述のとおりフラッグ・スマッシャーズの襲撃を受け、会場の議員たちは大混乱に陥った。同時にここで、サムとバトロックの再戦も繰り広げられる。
実在する行政機関では、アメリカの空・陸両軍や、CIA・NASAのような政府機関、FBI及びニューヨーク市警・サンフランシスコ市警・南アフリカ警察などの警察機関、特殊部隊であるGSG-9までが登場している。

#### 教育機関
カルバー大学（Culver University）
バージニア州・ウィロウデイルにキャンパスを構える大学。ベティ・ロスが籍を置き、かつてはブルースもここに在籍し、生化学と電波物理学の教授を務めていたが、キャンパスの研究室内で行った超人血清とガンマ線の実験の失敗でハルクに変貌する体質となってしまい、研究室も壊滅した。
5年後の2010年に、ブラジルから数日間をかけてここに北上したブルースが研究データを取り戻すために来校・潜入し、翌日には彼が研究データの解析に大学へと訪れていることを知らされた特殊部隊とハルクの再戦の場となる。
ジェーン・フォスターは本校を卒業しており、ミッドタウン高校の教師であるロジャー・ハリントンもこの大学の出身で、ジェーンと深い間柄のエリック・セルヴィグもかつて本校に籍を置いていた。
『マーベル・テレビジョン』製作の『エージェント・オブ・シールド』のシーズン2と3にも本校のキャンパスが登場する。
グレイバーン大学（Grayburn College）
ニューヨークにキャンパスを構え、サミュエル・スターンズが籍を置く大学。ベティと共にここを訪ねたブルースは、彼女とスターンズの協力で自身の身体の治療に成功する。しかしその後、スターンズがここでブルースから送られてきた彼の血液サンプルを培養し、複数の被験者に投与実験を行っていたことも発覚。このことが、ハルクとの再戦に乗り込んできたエミル・ブロンスキーを“アボミネーション”へと変貌させてしまう。
ミッドタウン高校（Midtown School of Science and Technology）
ピーターや彼の友人である同級生たちが在籍する理工科高校。1962年に開校し、ニューヨークのクイーンズフォレスト・ヒルズに位置している。優秀な理系の生徒が多数通い、スクールバスも運行している。校長室には校長であるモリタの祖父の戦時中の写真や勲章が飾られ、廊下の壁にはハワードとアースキンの肖像画も描かれており、加えて化学室にはブルースの額縁入りモノクロ写真まで壁に掛かっている。校内のテレビモニターには、本校独自のニュースチャンネルが放送されている。また、モリタの方針により、キャプテン・アメリカが登場する教育実習ビデオを授業や補習で使用しており、彼が世間で戦犯として追われていた時期にもこの試みが続けられていた。更に本校ではイベントの一つとしてホームカミング・パーティーまで開催される。
ピーターは、校内のロッカーの下に“ホームメイド・スーツ”や“ウェブ・フリュイド”を隠していた。
ハーマン・シュルツ/ショッカー（二代目）らがピーターに奪取されたエナジー・コアを取り戻そうと校内に侵入したこともあったが、奪還は叶わず、ピーターとも遭遇しなかったため、騒動は起きずに済んでいる。
また本校の生徒の半数も、デシメーションの影響で消滅しており、それから5年後に復活。そのため消滅を免れた生徒は卒業し、デシメーション時に小学生ほどだった子どもがティーンエイジャーへ成長して復活した生徒たちのクラスメイトとなる事態が起こった。
スパイダーマンの正体がピーターであると世間に広まると、彼の最終学年の初日にピーターや彼のガールフレンドとなったMJを目当てとする野次馬が敷地内に押し寄せ、ピーターを応援する者とミステリオ殺害容疑から抗議する者の二派に分かれて心無いファンコールや非難、冷やかしが飛び交う騒ぎが発生し、入校時に警備員による身体検査も行われるようになって、校内にはハリントンによってスパイダーマンであるピーターを讃える多数の物品を備えたショーケース棚も構えられるなど、教師と生徒たち両方からも注目の的となったピーターやMJたちにとって健全なスクールライフを送り難い状況と一変してしまった。
また、心身共に傷ついたピーターはここでMJたちの紹介で、アース616に転移してきた並行世界の自分2人と邂逅し、化学室で並行世界から転移してきたヴィラン一同を治療する薬品やデバイスの製造にあたって完成させた。更に、スパイダーマンズとヴィラン一同の決戦では、ネッドが開いたゲートウェイからカート・コナーズ/リザードも化学室に乗り込んできている。
全米学力コンテスト・チーム
ピーターや友人のMJとネッドたちが属しており、全米学力コンテストの全国大会に出場するクラブ活動。コンテストの大会には黄色いブレザーを羽織って参加する。
2016年にはリズ・トゥームスがチームのリーダー格であり、地方大会を勝ち抜いた後、全国大会出場を決定してワシントンD.C.へ赴き、開催された大会でエース格だったピーターはトゥームスの一味を追っていたため欠席してしまうが、最終的にMJが勝利を決める問題に正解し、優勝を果たした。その後、見学先のワシントン記念塔で起きたエレベーター事故に巻き込まれて窮地に陥ってしまうも、駆け付けたピーター/スパイダーマンによって皆救われた。
トゥームスの一味が逮捕されると、リズの転校に伴ってMJが新たにリーダー格となった。
このチームの面々の多くも消滅と復活を経たため、2024年にはデシメーション当時の姿のまま在学している。
科学史ツアー
2024年の夏休みに行われたヨーロッパ研修旅行。ピーターや彼の友人である学力コンテスト・チームの面々も多数参加し、ヨーロッパ各地に出かけたが、ピーターの協力を得たいフューリー（擬態）や、現地で暗躍するベックの画策で、度重なる予定変更とエレメンタルズの猛威に遭うことになった。そのため一般的な修学旅行にならなかったが、旅行に参加した者は皆アメリカへ無事に帰国する。
ブルックモント小学校（Brookemont Elementary School）
サンフランシスコにある、キャシーが通っている小学校。スコットは祖母から貰ったトロフィーに隠した“アントマン・スーツ マーク2”を取り戻すために、ホープと2人で本校に潜入して、キャシーが劇の発表の小道具として持って行ったトロフィーを見つけ、スーツを取り戻すことに成功する。その途中でスコットは、“アントマン・スーツ マーク3”の不調により拡大化で倉庫の天井に頭をぶつけたり、幼児ほどのサイズに縮小した挙句、本校の講師に後ろ姿を見られて、学童に間違われかけるアクシデントもあった。
カスターズ・グローブ高校（Custer's Grove High School）
ジョージア州にあるジョン・ウォーカーの母校。“キャプテン・アメリカ”襲名を祝う凱旋パレードと報道番組のインタビューが本校のアメフトスタジアムで行われることになり、ウォーカーはかつて所属していたここのアメフト部のロッカールームで待機し、インタビューでの挨拶を練習しつつ愛妻のオリヴィアや親友兼相棒のレマー・ホスキンス/バトルスターに背中を押され、パレードとインタビューに出席する。
F・D・ルーズベルト高校（Franklin D. Roosevelt High School）
オハイオ州のフリーモントに存在する高等学校。TVAに反旗を翻すことを決めたハンターB-15は、その一環として2018年の本校の校長室に侵入し、自分を追ってきたミニットメンに、ラヴォーナ・レンスレイヤーと瓜二つである校長のレベッカ・トルミネットと遭遇させる。
実在する教育機関では、旧王立海軍大学やロンドン大学、MITに、バークレー大学が登場している。

#### 非合法組織・勢力
ヒドラ（HYDRA）
元ナチスの極秘科学部門だった秘密結社。大戦中から全世界の中でも特に優れた科学技術や最先端の兵器などを保有し、これらを用いて世界征服のためのさまざまな活動を行う。
大戦中は、創設者であるヨハン・シュミット/レッドスカルに統率され活動していたが、SSRとの戦いで壊滅に追い込まれた。だが戦後に僅かな残党らによって、S.H.I.E.L.D.の水面下で再興され、戦後の歴史の裏で再び世界征服を成し遂げようと暗躍し続けるが、現代でアベンジャーズの活躍によって壊滅する。
テン・リングス（Ten Rings）
シュー・ウェンウーを筆頭に、世界各地に支部を構え、誘拐、強奪、民間人攻撃などのテロ活動を展開する犯罪組織。ウェンウーが神秘の腕輪の力で1000年もの年月を生き存えたことから、数世紀をかけてあらゆる国家や政府を転覆してきた。
ゼロッツ

バルチャーの一味
トゥームスや彼の部下たちが属していた一味。かつては廃品回収会社として、ニューヨーク決戦で出たチタウリの残骸を撤去していたが、ダメージ・コントロール局の介入により失業。そこで、回収していたにもかかわらず政府に未提出だった残骸を材料にしたハイテク武器の製造・密売へと転業し、数年間経営を安定させてきた。
だが2016年に、ピーター/スパイダーマンにその存在を知られ、彼の度重なる妨害で業務は失敗を繰り返して経営維持が困難となり、一攫千金を狙った「最後の仕事」であるアベンジャーズ・タワーから輸送される荷物の奪取の際にトゥームスとシュルツは逮捕された。これによって、一味の活動は事実上停止したが、トゥームスの部下の一人だったフィニアス・メイソン/ティンカラーは消息不明である。
クロウの一味
武器商人であるユリシーズ・クロウと彼の部下たちが属していた一味。貨物船“チャーチル”を拠点とし、南アフリカのブラックマーケットでヴィブラニウムや武器の密売を事業としている。
2015年には、ウルトロンを追ってチャーチルに現れたアベンジャーズと交戦するも歯が立たずに終わった。2016年にはウンジャダカ/エリック・キルモンガーと組んでグレートブリテン博物館からヴィブラニウムの斧を奪った後に、取引したエヴェレットたちCIAに一時捕縛されたクロウを救出するが、反旗を翻したウンジャダカによってクロウらは射殺される。以降の動向は不明。
バーチの一味
バーチや彼の部下たちが属していた一味。バーチが経営するサンフランシスコの高級レストラン“ウィ”を隠蓑に、ブラックマーケットで武器や最先端テクノロジーの売買を行なっている。
2018年に、自身らと取引したピム父娘が持つ量子トンネルを金儲けのために売り捌くべく、スコット&ピム父娘や、エイヴァ・スター/ゴーストを相手にトンネルを搭載したモバイル研究所を巡る三つ巴の争奪戦をサンフランシスコ各地で繰り広げたが、構成員の多くはホープやエイヴァに蹴散らされ、バーチもルイスたちによって捕縛されて、地元警察に逮捕される結果となり壊滅する。
ミステリオの一味
ベックをはじめとするトニーに反感を抱えるスターク社の元従業員たちが属する一味。ベックをヒーローとして世界に君臨させるために、自身らのテクノロジーを用いて、暴れ回る架空のモンスター“エレメンタルズ”と、それに立ち向かう謎のヒーロー（ベック/ミステリオ）の戦いを捏造する。
2024年に、メキシコやピーターたちミッドタウン高校の生徒たちの研修旅行先でもあるヨーロッパ各地で、エレメンタルズとヒーローの戦いを大衆に見せ付けて浸透させ、ピーターからE.D.I.T.H.を奪うと、最終段階にロンドンにおいてこれまで以上に巨大なエレメンタルとミステリオの戦いを披露し、ミステリオの素性を知ったMJたちの始末にもあたった。この一件でMJたちの始末は失敗し、ベックはピーターに敗れて絶命するも、ピーターやフューリー（擬態）たちにその存在を認知されなかったベックの同胞らは、デイリー・ビューグルへ偽造映像を投稿する。その後の動向は不明。
LAF
パワー・ブローカーによって脱獄したジョルジュ・バトロックが属する犯罪組織で、ホアキン・トレス曰く、「ザ・ブリップ後の混乱に乗じ、利益を得て喜んでいる」犯罪勢力。
2024年にチュニジア領空を飛行していたアメリカ空軍の輸送機をハイジャックし、ヴァッサン大尉を人質にとる。そこに現れたサムに対しバトロックらは、ウイングスーツやNH90sを投入して激しい肉弾戦や空中戦を展開したが、リビア領空目前でヴァッサンを奪還されて敗北した。
この戦いで、メンバーの半数を失ったとバトロックがシャロンに訴えているが、その名称の由来や一味の具体的な規模などの描写は無く、バトロックの死後の動向も不明。
フラッグ・スマッシャーズ（Flag Smashers）
カーリ・モーゲンソウ率いるテロリスト集団。デシメーションから復活した人々を難民として支援しながらもザ・ブリップの5年間を過ごした人々については対処しなくなった社会情勢に憤った者たちで構成され、その活動内容と目的は、GRCなどの施設から物資強奪を行って、冷遇されている人々のための難民キャンプの設営及び薬や食料を配付すること、そして世の中をザ・ブリップの頃の国境なき世界に「正常回復」させることである。
レッドルーム（Red Room）
元々ソ連に極秘スパイ養成機関として存在していたが、現代においてはドレイコフの利益を図るための私設軍として活動する秘密組織。かつてナターシャとエレーナが所属していた。
アイアン・ギャング（Iron Gang）
かつてウェンウーらテン・リングスと敵対関係にあった犯罪勢力。テン・リングスとの闘争によって衰退化したものの、生き延びた親玉と構成員数名が復讐として、ウェンウーの下に向かい、彼と遭遇しなかったものの、ウェンウーの妻子に出会し、報復としてイン・リーと交戦。多くの犠牲と引き換えに、リーの命を奪った。
これを知り、怒りと悲しみと仇討ちの念に支配されたウェンウーによって、麻雀店にいたほとんどの構成員は容赦なく虐殺され、最後に生き残った親玉も、テン・リングスによる数年間の捜索で見つかり、暗殺者に仕立て上げられて父の指示を受けたシャン・チーに止めを刺され、全滅する。
トラックスーツ・マフィア（Tracksuit Mafia）
ニューヨーク市で運営されている犯罪シンジケート。構成員は上下赤や黒、または緑などのジャージを着用しており、市内を移動する際には引越し会社“TRUST A BRO”のロゴが入った擬装トラック各車を使用することがある。バートン夫妻からは、以前よりその存在を知られていた。かつてはウィリアム・ロペスによって結成された小規模集団だったが、ザ・ブリップの頃にローニン（クリント）の手でウィリアムら中核メンバーと取引先が惨殺されていた。これにより、ローニンにウィリアムらの始末を依頼したウィルソン・フィスク/キングピンに完全掌握され、より多くの構成員が参加し、資金洗浄のためのスローン有限会社も配して、優れた情報網も有するようになるなど、手段を選ばずに規模を拡大させていった。ウィリアムの死後は彼の一人娘であるマヤ・ロペスが表向きのリーダーとなり、彼女の指示の下で副官のカジミエシュ・"カジ"・カジミエルチャクらがニューヨーク市内で犯罪行為を働くが、幹部や末端の構成員らは超人的な力を持たないことも手伝って実戦能力が然程高くない者ばかりで、中には敵対者とも剽軽なやりとりを交わすなど、典型的な悪党とかけ離れた印象の輩も複数在籍している。
スローン有限会社（Sloan Limited）
キングピンことフィスクによって設立されたダミー会社。トラックスーツ・マフィアの資金洗浄を行なっているらしいが、劇中における描写に乏しいため、ビショップ警備のデータベースにカジが社員として在籍している記載や、ジャック・デュケインがCEOであるというエレノアに偽造された情報が登場したこと以外の詳細は不明。
アジト
ファットマン中古車（Fat Man Auto Repair）
トラックスーツ・マフィアの最初の活動拠点である中古車店。その店名から、ここが長年フィスクの縄張であることが伺われ、ザ・ブリップの頃にはここで当時のマフィアの中核メンバーがクリントに襲撃され、駆け付けたマヤがウィリアムの最期を看取った場所にもなった。
2024年のクリスマス2日前の夜には、マヤ率いるマフィアと再びローニンに扮したクリントの対決の場となる。
KB Toys Store
2024年のクリスマスシーズン頃の活動拠点である閉店した玩具店。建物内にはマヤの事務室のほか、ポニーの電動遊具やぬいぐるみが置かれた棚、ボールプール、トランポリン、ショッピングカートなどが無造作に散乱している。クリントとケイトが一度ここに捕まり、このことからここも彼らとマフィアの戦地となった。そのため、クリントたちにここが拠点と知られたことでマヤらは、この玩具店から引っ越し、拠点を移している。
2024年のクリスマス6日前に、マヤの指示でローニンの手がかりになると思しき腕時計の奪取を目的に、警備員に扮した輩と目出し帽を被った輩に分かれて闇オークション会場を襲撃して腕時計奪取に成功したが、ローニンのスーツを身に纏ったケイトと遭遇・対決し、情報網からスーツを着た彼女の素性を突き止め、このことに関与しはじめたクリントとも本格的に敵対することになった。
しかし、クリントやケイト相手にカジらが何度挑んでも戦果を挙げられずに返り討ちにされただけでなく、父の仇討ちのために躍起になるマヤもローニン（クリント）を倒すことはできなかった。そしてフィスクの指示でクリスマス・イヴの夜にエレノア抹殺へマフィア総出で動くも失敗し、ロックフェラー・センターでクリント&ケイトに多くの構成員が倒され、父の死の真相を知ってフィスクと袂を別つと決めたマヤも離脱する結果となったが、このマフィアの具体的な去就は不明。
ハロウの教団
説教師のアーサー・ハロウ率いるカルト集団。この団体に属する人々は、ハロウから天秤の裁定を受けて“善人”と認められ、「アメミットの思想は絶対不可欠」というハロウの教義に心酔した者たちであり、ボビー・ケネディやビリー・フィッツジェラルドを中心にさまざまな出自の者が大勢参加していることから教団の規模も決して小さなものではなく、多数の銃器や車両で武装し、拠点を置くロンドンのみならず海外でも活動できるほどの実行力を有している。
拠点
ハロウの教団が拠点とするロンドン市内の一角。ハロウ曰く、かつては市内で犯罪発生率が最も高いほど治安が悪く、多くの人々が苦しむほど悲惨な地区だったが、ハロウが慈善事業で統治してからは若干スラムのような形相を呈しているものの、教団の信奉者が皆安心して暮らしているようで、彼らはここに暮らしている間は英語や北京語など、3ヶ国語を互いに教え合ったり、トマトを育てるチェイスや、ハロウにレンズ豆のスープのレシピを教えたユカタン出身のヴィクターのように自給自足の努力に励むほか、廃ビルの広間でシアターを視聴するなどの生活を送っている。
世界秩序の制定のために、封印されたアメミットの解放を第一目標とし、アルプスでアメミットの墓の位置を示すスカラベを巡ってマーク/スティーヴンと争奪戦を繰り広げ、その合間にハロウは地元の村人たちに裁定を行った。しかしスティーヴン/マークには、カーチェイスの末にスカラベを持ち去られた。数日後、博物館や拠点においてスティーヴンやレイラと対峙し、後者の際にハロウがスカラベの入手に成功。エジプトへ向かい、アメミットの墓を発見して侵入すると、ヘカの司祭やマークとの小競り合いによってビリーら複数の犠牲者が出たものの、ハロウらがマークを射殺してアメミットのウシャブティを強奪した。
ハロウがアメミットを解放すると、ボビーらがカイロ市民たちに裁定を行い、アメミットに多数の魂を食らわせたが、復活したマークとレイラとの決戦で多くの信奉者らが倒され、ハロウとアメミットも敗北する結果となった。しかし、その後の具体的な動向は不明。

#### その他の機関・勢力
ネクサス（NEXUS Internet Hub）
オスロにある、インターネットの世界的中枢施設。施設内に膨大なサーバー・コンピュータを有する。ウルトロンが核ミサイルを発射できなかった理由を突き止めるために、トニーがここを訪ね、核発射コードを守っていたJ.A.R.V.I.S.を発見する。トニーがここを調べていた際に、彼の後ろにいた職員たちがトニーの来訪に喜んでいた様子を見せている。
マスターズ・オブ・ミスティック・アーツ

フューリー（擬態）のチーム
フューリーから、ピーターへE.D.I.T.H.の譲渡を指示されたタロスとソレンや、ディミトリが属する少数精鋭の調査チーム。
イステンコの調査で出会ったベックをチームに加え、彼からエレメンタルズの存在を知られると、その対処にあたるようになり、ヨーロッパ各地に拠点を構えながら奔走した。
なお、表舞台でミステリオの一件に関わったフューリーがタロスの擬態だったため、このチームのメンバーが全員元S.H.I.E.L.D.のエージェントなのかスクラル人なのかどうかは不明。
F.E.A.S.T.（フィースト）
メイが2024年に働き始めたアメリカの非営利慈善団体で、F.E.A.S.T.とはFood.Emergency.Aid.Shelter & Training.（食品、緊急、援助、避難所、訓練）の略称である。ザ・ブリップの頃に発生した生活困窮者への支援を主な活動内容としており、ニューヨーク市内の一角にある古びたビルの中にコミュニティセンターを構え、専用のトラックも所有しているが、建物の外壁に掛かるスパイダーマンの絵が描かれたタイトルボードには、「MySTERIO WAS RIGHT（ミステリオは正しかった）」とベック/ミステリオへの支持が落書きされている。
2024年に、他の並行宇宙からアース616に転移してきた人物の一人であるノーマン・オズボーンが広告を見つけてコミュニティセンターに来訪。ここの厨房が、彼とメイ、そしてピーターとの初の邂逅の場となる。
NYCラーパーズ（New York City Live Action Role Players / NYC LARPERS）
ラープ愛好家であるニューヨーク市民たちのサークル活動。主な会員である地元の消防士や警官たちが、休日にセントラル・パークにテントや幟などを立て、騎士やヴァイキング、忍者、侍などに扮し、複数のチームに分かれて一日中ノリ良くラープを嗜好している。
接触してきた部外者については、ラープへの冷やかしを厳禁とし、ゲーム中の会員と直接交流を希望してきた場合、その場限りでもゲームに参加させるほど強引に対応する印象を受けるが、それが会員たちのラープへの熱意の表れや、サークル内の秩序の厳守を示している。
2024年のクリスマスシーズンに、会員の一人であるグリルスがローニンのスーツを着てラープに参加し、スーツを取り戻しにやって来たクリントがゲームに参加。このことがきっかけで彼やケイトと繋がりを持つようになり、主要メンバー4名のグリルス、ミッシー、オーヴィル、ウェンディは、活動場所として自室の提供やホークアイ用の新しいスーツの制作、クリスマス・イヴの夜には実戦の応援としてコムキャスト・ビルに赴き、避難誘導にもあたったなど、ラープ以外の面でもクリントやケイトに助力するほどの優秀さを見せた。そしてビルでは、新調されたバイキングのコスチュームに身を包み、避難誘導からトラックスーツ・マフィアに挑む姿も披露する。

### 宇宙

#### 戦士団・軍事組織
アスガルドの戦士団
アスガルドにはエリート戦士団の“エインヘリャル”が王宮の守衛や国防に仕え、女戦士の一族及び一団である“ヴァルキリー”も太古に存在していた。
ノバ軍警察（Nova Corps）
ノバ帝国の治安維持を任務とする宇宙警察。惑星“ザンダー”に本部を、“ノバ帝国”各地にも支部などをそれぞれ配置し、キルン刑務所で収監された囚人たちの管理も行う。隊員たちは揃いの青いユニフォームを着用し、3つの太陽を表す発光部が付いた黒いプロテクターにヘルメット、ライフルや右腕に2門の銃口が仕込まれたガントレットで武装する。“スター・ブラスター”のようなビークルも多数保有する。
2014年にザンダーで発生したクイルたちの騒動鎮圧から、キルン刑務所での暴動対処に、ダーク・アスター攻撃まで多くの場面で活動し、ロナン打倒後はザンダーを救ったガーディアンズへ、大破した“ミラノ号”を修復して贈呈する感謝の印を見せる。
サカーディアン・ガード（Sakaaran Guards）
グランドマスターの下に仕える、彼の宮殿に常駐している警備隊。トパーズが指揮官を務め、兵士たちは色とりどりのアーマーとロッドで武装している。
ソーとロキたちがグランドマスターの宮殿に侵入した際に彼らと交戦するが、全く太刀打ちに彼らの宇宙船奪取とサカール脱出を許してしまう。
クリー帝国の軍事組織
クリー帝国は、少数精鋭の特殊部隊“スターフォース”や、エリート軍隊の“アキューザーズ”を擁する。

#### 宇宙海賊
マローダーズ（Marauders）
異なる複数のヒューマノイド型種族らが連携した海賊集団。彼らが着用・装備しているジャケットにヘルメット、アーマーや、斧に捕鯨砲などの様々な武器の多数は盗品である。
2013年の惑星直列に乗じて複数の恒星系を奇襲し、植民地及び活動拠点にしようと侵略するが、ヴァナヘイムをはじめとする複数の戦地でソーたちアスガルド軍に敗北し、アスガルドの牢獄に収監された。その後アルグリムによって解放され、牢獄で暴動を起こすも、またしてもソーたちに鎮圧された。
ラヴェジャーズ（Ravagers）
銀河にその名を馳せ、盗賊、密輸業者、傭兵、賞金稼ぎ、犯罪者など、金になることなら何にでも首を突っ込む曲者ばかりで構成される大規模な宇宙海賊。スタカー・オゴルド率いる本隊を筆頭に100以上の部隊を擁しており、メンバーはユニフォームとしてレザーコートやジャケット、ズボンを着用する。炎をシンボルに掲げ、右拳で左胸を2回叩く仕草を敬礼とし、さらに強力なビークルも数多く保有している。
「仲間から物を盗まない」や「子どもを取引しない」などの海賊の掟も複数存在し、掟を破った場合は追放されてしまうこともある。しかし追放されても、名誉を回復するに相応しい行動をとれば、再び仲間として受け入れられる場合もある。
2014年時には、前述のヨンドゥの葬儀の際に、銀河の各地から全隊が集結・参列した。
また、2023年の最終決戦時には、“コントラクシア”の“アイアン・ロータス”からゲートウェイを通ってアベンジャーズ・コンパウンド跡地に駆けつける。
本隊
スタカーに率いられ、マルティネックスたちが属する中心部隊。メンバーは黒のレザーコートやジャケット、ズボンをユニフォームとして着用する。
ヨンドゥの部隊
ヨンドゥに率いられ、エクレクター号を旗艦とする部隊。メンバーは赤茶色のレザーコートやジャケット、ズボンをユニフォームとして着用し、クイルもこの部隊の一員だった。ラヴェジャーズの一部隊であるものの、実際にはヨンドゥが前述の掟を破って少年期のクイルを地球から拉致したことで、スタカーから追放されており、ヨンドゥの部下であるメンバーらはこのことを知らずにいた。
2014年にヨンドゥにより、クイルに懸賞金をかけて追跡し、ノーウェアで捕らえたが、彼からオーブと引き換えに協力を頼まれて承諾。ガーディアンズと共にロナンのダーク・アスターに攻撃を仕掛け、その事後に撤退する。
数ヶ月後には、アイーシャからガーディアンズ捕縛の依頼を受けて惑星“ベアハート”に赴くも、ヨンドゥに不満を抱えていたテイザーフェイスらの反逆に始まる内紛により、エクレクター号が大破し、エゴ打倒後に窮地に陥ったクイルを救ったヨンドゥも絶命したことで、クラグリン・オブフォンテリを除くメンバー全員が死亡。当部隊は事実上壊滅した。
チャーリー27の部隊
チャーリー27が率いる部隊。メンバーは黄色のレザーコートやジャケット、ズボンをユニフォームとして着用する。
アリータの部隊
アリータ・オゴルドが率いる部隊。メンバーは緑色のレザーコートやジャケット、ズボンをユニフォームとして着用する。
アース21818におけるラヴェジャーズは、ティ・チャラ/スター・ロードが加入し、彼がチームの中心格となったため、宇宙海賊から義賊へと転向しており、「独りでは動かず」・「我々は戦いからは逃げない」の矜持を掲げて銀河の平和のために活動している。

### その他
TVA
正式名称は“Time Variance Authority”（時間変異取締局）で、神聖時間軸を監視し、本来の歴史を維持する活動に務める組織。

## 計画
S.H.I.E.L.D.の計画
S.H.I.E.L.D.は世界平和のために、超人たちを団結させ1つのチームを編成する“アベンジャーズ計画”をはじめ、テッセラクトを研究する“P.E.G.A.S.U.S.計画”、新型ヘリキャリアによる総攻撃作戦の“インサイト計画”、“ピム粒子”を応用した人体巨大化実験の“ゴライアス計画”など複数の計画を実行してきたが、これらの計画の複数は頓挫したものも少なくない。

スーパーソルジャー計画（Project Rebirth）
第二次世界大戦中にSSRによって研究が行われた、超人血清によって強化された“超人兵士”を複数生み出すための人体実験計画。正式名称は“ウェポンプラス計画（Weapon Puls）”。
実験の過程は、まず“ヴァイタ・レイ”照射カプセルに固定した被験者にペニシリンを投与し、次に急速な細胞変化を誘発させるために主要筋肉群へ超人血清を7本分兼備注射する。次に被験者の身体の成長を促進させるため、リアクター操作でカプセルを閉じて被験者にヴァイタ・レイを照射する。この際、被験者の全身に1分間激痛が走る。最初の被験者に選ばれたスティーブは、実験中に叫びながら苦しむも、強靭な意志で皆へ実験続行を熱望。その結果、彼は生物として1番理想的な身体へ強化された。
だが、その直後にアースキンが殺害されたため、計画の続行は不可能となる。
しかし、2005年にロスの主導で再開し、ブルースは超人血清を投与したことでのガンマ線耐久性の向上についての研究として軍から依頼され、ベティと実験を行っていたが、失敗したことで再び計画は頓挫してしまった。
そして2010年、ブルースの行方を突き止めたロスは、彼を捕らえてもう一度計画を再開させようと企てたが、ブラジルからニューヨークまでの一件で実現せずに完全凍結される。
ペガサス計画（Project P.E.G.A.S.U.S.）
ライトスピード・エンジンを搭載した航空機“ASIS”を開発する極秘計画。1989年に行われたASISの飛行実験はスターフォースの介入により失敗に終わり、マー・ベルの死及びキャロルの消息不明を確認したアメリカ空軍とNASAはこの一件を隠蔽していた。この計画のレポートを見たフューリーによって、損失額が10億ドルになったことが言及される。
21世紀の時点では、S.H.I.E.L.D.により前述の“P.E.G.A.S.U.S.計画”としてプロジェクトが再開されることになる。
ウィンター・ソルジャー計画
ヒドラによる組織の最強の暗殺者“ウィンター・ソルジャー”を生み出すための人体実験計画。
タイム泥棒作戦（Time Heist）
アベンジャーズたちが2023年に発動した一大作戦。その概要は、作戦に参加したヒーローたちが量子力学で過去へタイムトラベルし、各時代で入手したインフィニティ・ストーンを現代で使って、5年前にデシメーションで消滅した全生命を復活させるというものである。
なお前述のタイムパラドックスの理論から、ストーンを持ってきたままにしてしまうと、ストーンが無ければ解決できなかった事件・戦闘に対する対抗手段が持ち出された世界の未来では無くなってしまうため、一時的にストーンは借りるだけで、後に再度タイムトラベルして元の世界のほぼ同じ時間軸に返還するという作戦内容になっている。
アベンジャーズたちはタイムトラベル先を2012年のニューヨーク、2013年のアスガルド、2014年のモラグとヴォーミアに決め、2012年からはスペース・ストーンとマインド・ストーン、タイム・ストーンを、2013年からはリアリティ・ストーンを、2014年からはパワー・ストーンとソウル・ストーンをそれぞれ入手を試みたが、スペース・ストーンだけは入手に失敗してしまった。だがトニーは機転を利かせて1970年のキャンプ・リーハイにタイムトラベルし、スペース・ストーンの入手に成功した。
ナターシャの犠牲があったものの、現代に帰還したアベンジャーズが6つのストーンを揃えてその力を使ったことで、5年前に消滅した全生命は復活し、作戦は結果的に成功したこととなる。ただ、パワー・ストーンを入手した2014年からサノスの軍勢が侵攻をかけて現代で敗れたことと、2012年のスペース・ストーンをどさくさ紛れに手に入れたロキが逃亡（後の『ロキ』につながる）するなど、いくつかの世界のタイムラインには影響が出る結果となった。
白目作戦（Project Cataract）
タイラー・ヘイワードが立案した、ヴィジョンの遺体を改造し、組織の知覚兵器たる戦闘用シンセゾイドとして配備する計画。S.W.O.R.D.の技術者たちが、回収されたヴィジョンの遺体を何百万回に渡って組立・解体し復元させたボディに、ワンダに撃墜されたドローンに残留した彼女のエネルギーを注入することで起動。“ザ・ヴィジョン”として完成した。
しかし前述のとおり、この計画はソコヴィア協定の36節のBに違反するため、最終的にヘイワード自身の首を絞める結果となる。

## エンターテイメント
ケージド・ヒート（Caged Heat）
スラッタリーが主役を飾った1985年5月19日放送のCBSのパイロット版テレビドラマ。“プリシラ・エヴァーハート”や“リック・ホーキンス”という俳優が共演し、音楽は“マイク・ポスト”が担当した。スラッタリー曰く、「復讐に燃えるロシアの警官がロサンゼルスで大奮闘するドラマ」で、銃撃シーンのほか、カーチェイスやボートチェイスもあるなど一見本格的なアクションドラマだが、バーカウンターで服を着た猿に飲酒させるシーンがあり、そのためか、CBSはパイロット版以降のエピソードを撮らなかったという。
ロジャース・ザ・ミュージカル（Rogers：The Musical）
ニューヨークのラント＝フォンタン劇場で上演されているブロードウェイ ミュージカル。2012年のニューヨーク決戦でのアベンジャーズの活躍がテーマだが、飽くまでミュージカルであるため、バルコニーが建てられたステージ上で数多くのパフォーマーたちがさまざまなニューヨーカーに加え、似ても似つかないアベンジャーズのヒーローたちやロキとチタウリらヴィランに扮し、陽気な楽曲『Save the City』をバックにダンスするというストーリーで、しかもなぜか当時アベンジャーズに加入していなかったアントマンに扮したパフォーマーまで出演し、受け取り方によってはニューヨーク決戦の当事者たちに対してデリカシーに欠ける演出と歌詞を披露し続けるなど、テーマの再現度は非常に低い。
2024年の夏頃から、ニューヨークの街中に当ミュージカルの看板が設置されており、クリスマスシーズンにはクリントが子どもたちと観劇したが、ニューヨーク決戦の当事者にして親友のナターシャも失った彼にとっては劇の途中で呆然として補聴器を外すだけでなく、たまらず退席してしまうほど苦いミュージカルであったようで、クリントの子どもたちも彼と同様に最後まで観劇することなく、父子揃って劇場を後にする。
トゥーム・バスター（TOMB BUSTER）
“タイムリーアトラススタジオ”製作の冒険映画。主役のスティーヴン・グラント博士とその助手のロッサーが密林を冒険し、彼らと対立していると思しき“モンタルバン”の骸骨と、コヨルシャウキの像に遭遇する場面が描写されており、幼い頃のマークとランドールの兄弟はグラントとロッサーのごっこ遊びに興じるほどがこの映画が大好きだった。
また、マーク及びスティーヴンが彷徨った精神病棟で視覚化されたドゥアトに置かれたテレビにも再生され、ハロウと瓜二つの人相の精神科医も古いVHSプレーヤーで視聴して、物語に登場する悪役とその「天の光に昇らんとするならまず地獄の底まで落ちよ」という台詞を真似るほどこの映画が好きであるとマークに述べている。

## その他
変異体（Variant）
神聖時間軸（歴史）上で前述の行動を起こし、分岐イベントを発生させてしまう存在。TVAからこの概念に見なされると、彼らによって捕われるだけでなく、自身が居た分岐発生直前の時間に帰着できなくなり、剪定も実質的に免れられなくなるなど、圧倒的にこの上ないほどの不利なシチュエーションに追い込まれてしまう。運良く剪定を回避して逃亡できても、TVAに追われる身となるため、安住の地を見つけることすらままならない。
また、シルヴィをはじめとするこの概念に見なされた「ロキの変異種」は多数出現しており、彼らのうちのほとんどはTVAに剪定されている。
大戦争（Multiversal War）
大昔の時代に多元宇宙の間で繰り広げられた全面戦争。この戦争の概要について在り続ける者は、「31世記の地球に生きていた科学者（在り続ける者）の変異体が複数ある宇宙の研究を独自に行ううちに、自身の変異体たちと接触して友好関係を結び、各々の宇宙に関する情報・知識・技術を伝え合って各宇宙を発展させ、平和を維持していたが、別の宇宙への征服欲に駆られた複数の変異体らが侵略行為に乗り出したことで勃発。これによって多元宇宙の均衡が崩れ、全てが破壊されそうになった時、在り続ける者がアライオスを利用して戦争を終結させ、神聖時間軸を確立させた。」とロキとシルヴィに解説する。